# Établissements Billard
Pour les articles homonymes, voir Billard (homonymie).
Les Établissements Billard, nom complet : Société Billard, Chatenay et Cie (1920-1928), société anonyme des Anciens Établissements Billard & Cie (1928-1964), sont une entreprise française de construction de matériel ferroviaire basée à Tours et spécialisée dans la construction d'autorails légers et de matériels à voie métrique et étroite.
L'entreprise, créée en 1920, connaît un important développement jusqu'au début de la Seconde Guerre mondiale. Confrontée par la suite à de graves difficultés financières, elle disparaît en 1964. Une partie de son activité est reprise par la société Socofer.

## Histoire

### Société Billard, Chatenay etCie

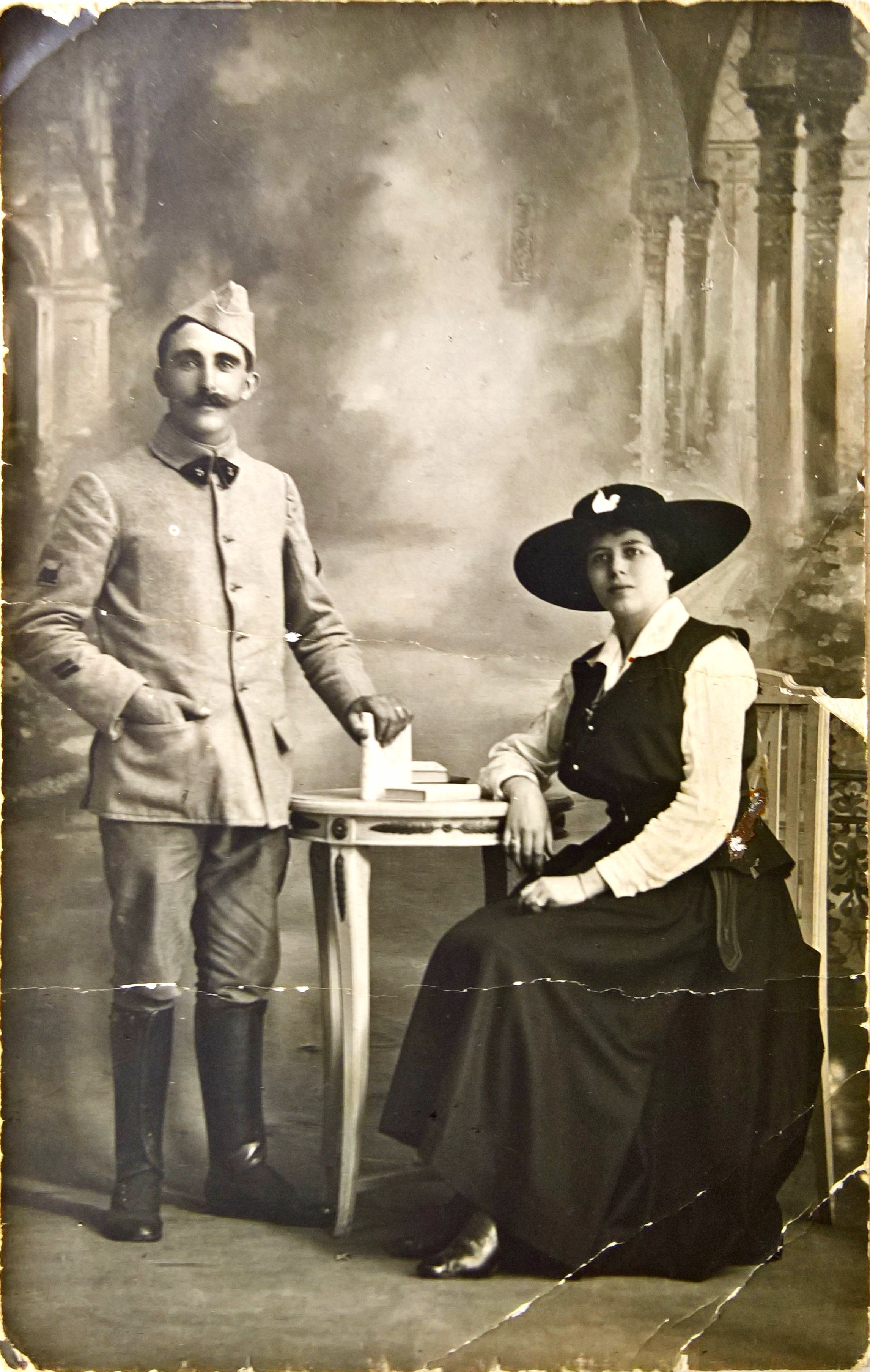
Pierre Billard et Marcelle Ancelet lors d'une permission en 1915.

En janvier 1920, la « Société Billard, Chatenay et Cie » est créée à Tours par Pierre Billard (1889-1983), qui en prend la direction, Roger Ancelet (1895-1944) et Francis Chatenay (1893-1963), prête-nom de Marcelle Ancelet-Billard (1890-1983).

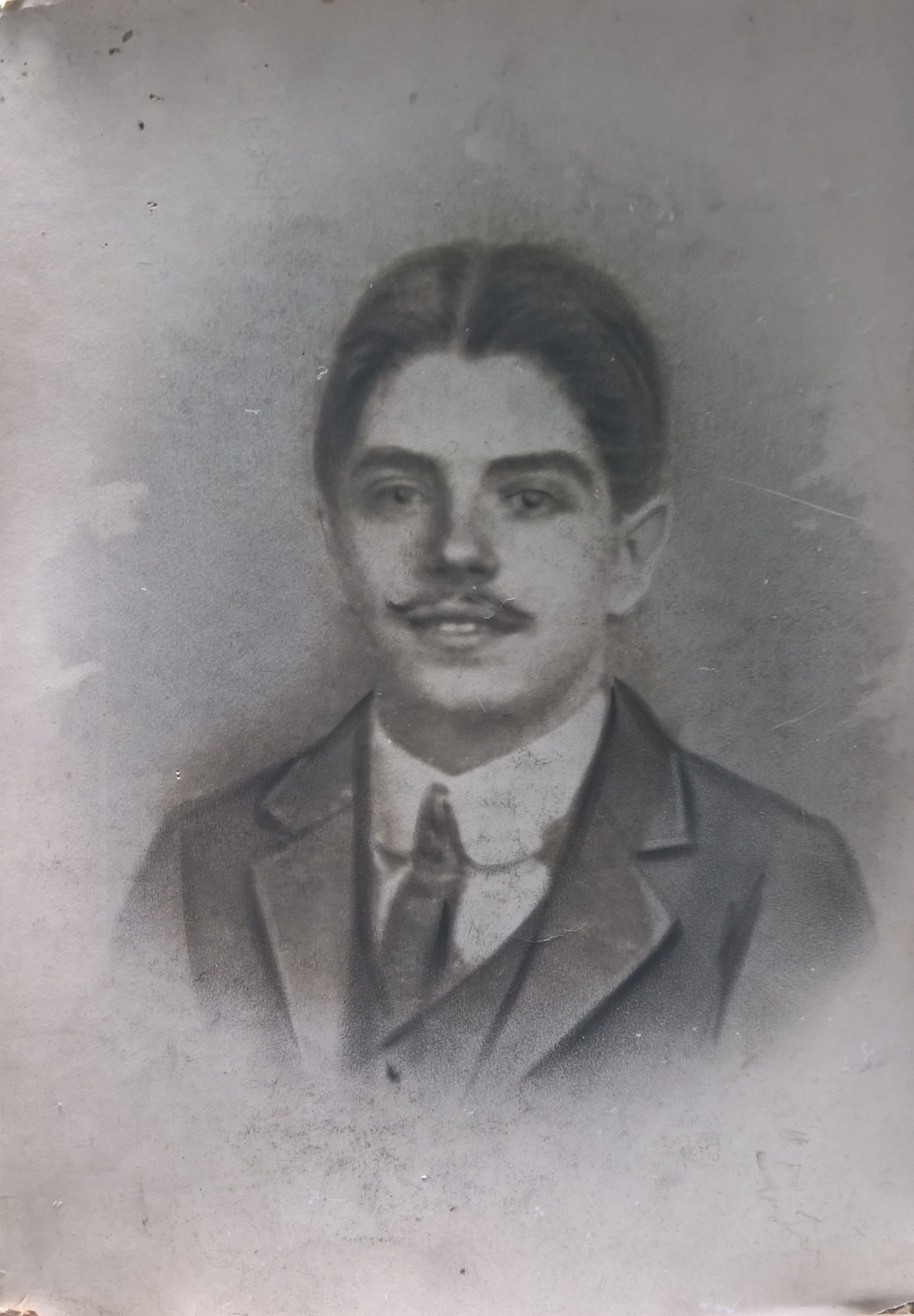
Francis Chatenay vers 1914.

Avant la Grande guerre, Pierre, Roger et Marcelle ont le projet de créer ensemble un atelier d'assemblage d'automobiles et de construction de pièces pour automobiles. Mais les événements les en empêchent. Pierre Billard étant électricien dans les chemins de fer est incorporé dans un régiment destiné au transport ferroviaire où il acquiert des compétences, avant de les sanctionner par un diplôme d'ingénieur ferroviaire.
Francis Chatenay déjà dessinateur de réseaux ferroviaires reçoit une bourse à la fin du conflit pour devenir lui-aussi ingénieur ferroviaire. Roger Ancelet, atteint de poliomyélite et ayant de grandes difficultés à marcher, ne part pas à la guerre, mais en profite pour acquérir de solides connaissances de gestionnaire par le management des commerces de ses parents et de sa propre entreprise de bois en gros qu'il crée à cette époque. Pour s'assurer des liens familiaux propres à servir la future entreprise projetée, il persuade également sa sœur d'épouser Pierre Billard.
Lors de la création de l'entreprise, Roger Ancelet apporte une partie des capitaux et ses qualités de gestionnaire. Sa sœur Marcelle, apporte elle aussi des capitaux et sera chargée dans l'entreprise de la publicité et de l'événementiel.
Francis Chatenay prête son nom à Marcelle Ancelet-Billard pour que celle-ci puisse investir, car les femmes n'ont pas le droit de participer à la création d'entreprises en ce temps-là. Quant à Pierre Billard, issu d'une famille très pauvre, il apporte ses qualités d'ingénieur, son relationnel avec les ouvriers et ses qualités d'inventeur prolifique.
La production débute, dans un atelier loué près des docks sur la Loire, avec principalement des pièces pour les constructeurs d'automobiles, néanmoins, elle est équipée pour pouvoir répondre à toutes les demandes concernant la mécanique.
Billard s'intéresse aux « petits véhicules automoteurs pour le transport du personnel et du matériel pour les services de la voie des réseaux ferroviaires » qui sont utilisés par les diverses compagnies de chemin de fer.
La première livraison en 1922, est attribuée à la Compagnie du chemin de fer de Paris à Orléans (PO). Il s'agit de draisines, équipées d'un moteur à essence. C'est une réussite, l'entreprise enregistre des commandes, notamment pour : l'Administration des chemins de fer de l'État, la Compagnie des chemins de fer de Paris à Lyon et à la Méditerranée (PLM), la Compagnie des chemins de fer du Midi et du Canal latéral à la Garonne (Midi), mais aussi de réseaux de Chemin de fer secondaire et de l'État pour les chemins de fer des colonies et les besoins de l'armée sur le territoire national. Le succès n'est pas éphémère car les réseaux continuent à s'équiper, par exemple le PO utilisera 67 de ces petits engins sur ses lignes.
Pour honorer les commandes de draisines de plus en plus nombreuses, Pierre Billard et Roger Ancelet achètent une maison juste devant la gare de Tours, deux ans plus tard. Ils la font démolir et en reconstruisent une autre, constituée de deux appartements, l'un pour Roger et l'autre pour Pierre et Marcelle, avec en sous-sol, éclairé par de grandes baies vitrées, un bureau d'études, le royaume de Pierre, de ses ingénieurs et dessinateurs industriels.
À la même époque, les deux hommes achètent un terrain derrière la gare et y font construire une première usine raccordée au réseau ferroviaire. Dans la foulée, ils achètent une ligne de chemin de fer désaffectée entre Tours et Loches pour en faire leur ligne d'essais pour tous les nouveaux modèles.

### Société des Anciens Établissements Billard &Cie

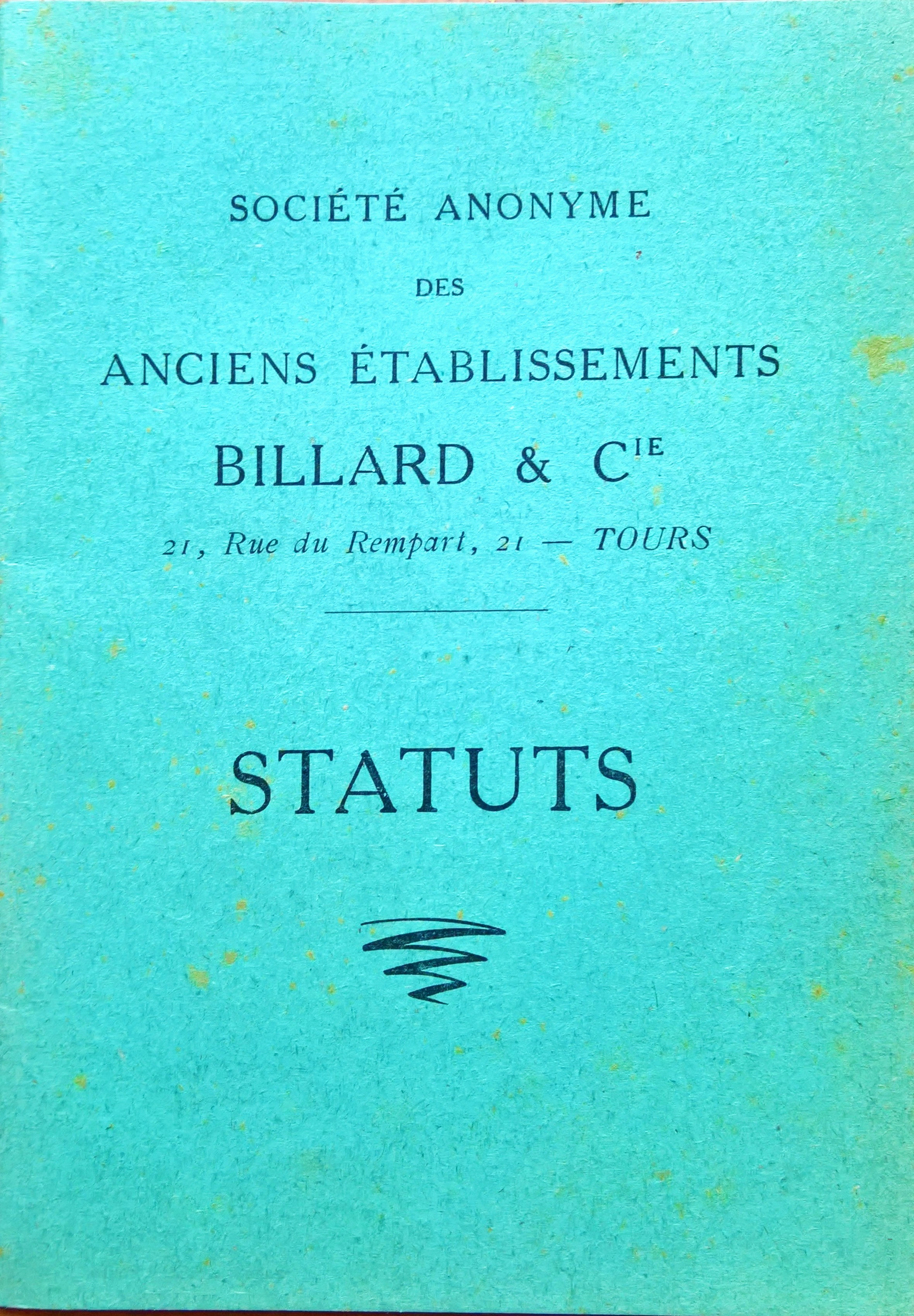
Les Statuts des Établissements Billard & Cie en 1928.

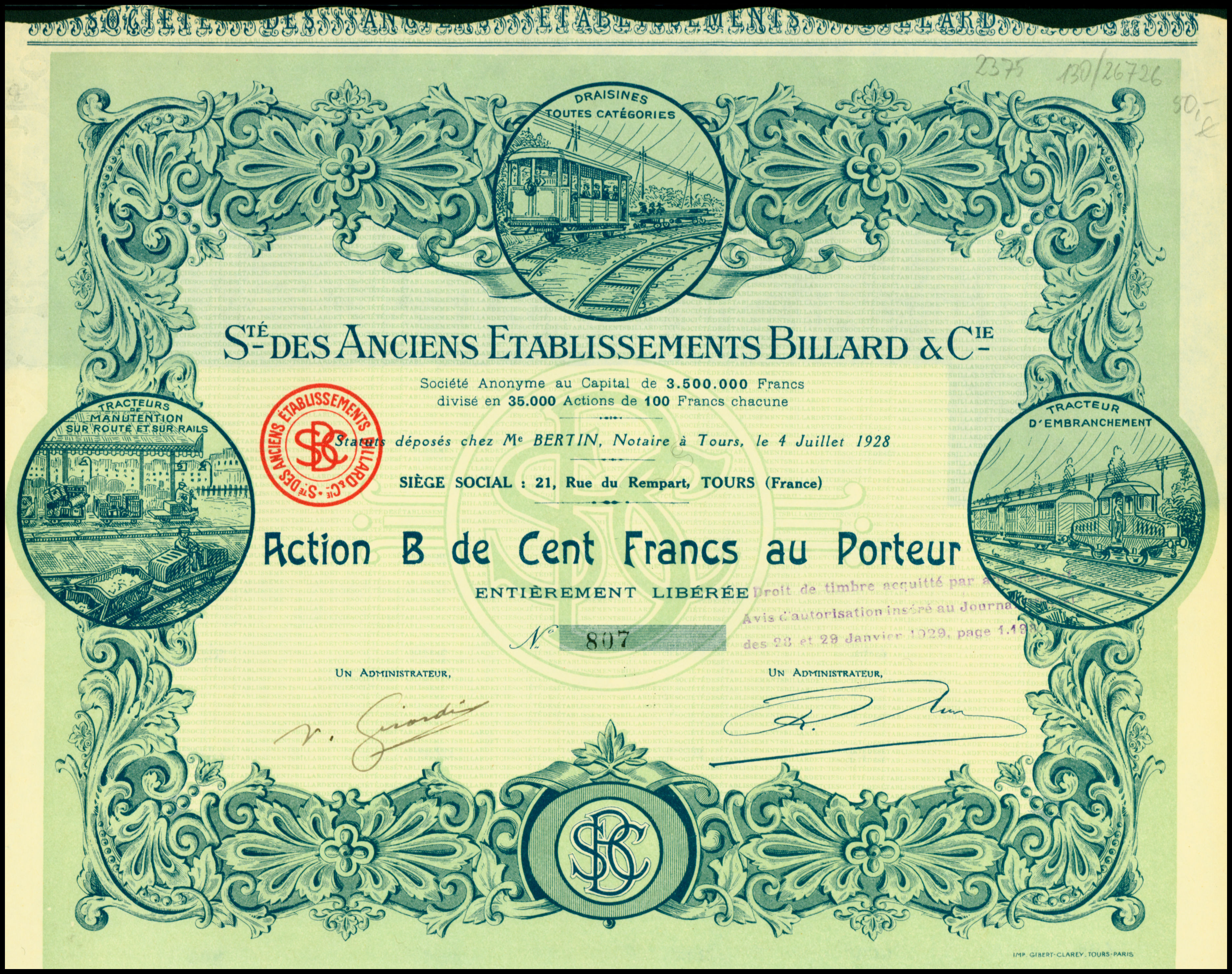
Action des Anciens Établissements Billard & Cie en date du 4 juillet 1928.

En 1928, une nouvelle société est créée, la « Société des Anciens Établissements Billard & Cie » pour pouvoir exporter notamment dans les colonies, mais aussi en Europe. Elle absorbe la précédente et est spécialisée dans la construction de draisines et locotracteurs à destination des réseaux de chemins de fer, des industriels pour les embranchements privés et de l'armée française.
Les usines s'agrandissent en 1931 en occupant également les anciens ateliers de la compagnie des chemins de fer de la Vendée, rue Roberpierre à Tours.Toute l'activité de construction est transférée sur ce site en 1934,. Seul le bureau d'étude et les essais des nouveaux modèles restent sur l'ancien site de Tours au 21, rue du Rempart.
Billard dépose le 27 février 1935 à la direction de la propriété industrielle, une demande de brevet intitulé « Perfectionnements aux bogies à traverse danseuse, notamment à ceux pour automotrices ».
À la veille de la Seconde Guerre mondiale, Billard et Cie emploie deux mille salariés, tant dans les bureaux commerciaux à Paris, que dans le bureau d'étude et l'usine à Tours et en Vendée.
À la fin de la guerre, l'entreprise subit plusieurs avanies qui mettent grandement sa continuation en danger : Roger Ancelet, le gestionnaire, meurt de maladie, laissant Pierre seul pour gérer l'entreprise. Pierre étant avant tout un ingénieur très inventif, les bénéfices de l'entreprise s'en ressentent dangereusement.
Puis dans la nuit du 19 au 20 mai 1944, l'usine de Tours est gravement endommagée dans des bombardements alliés et ne reprend une activité normale qu'au milieu de l'année 1945.
Elle travaille alors surtout pour les réseaux de chemin de fer étrangers. Durant la même année, l'entreprise doit aussi lutter contre une tentative de nationalisation orchestrée avec le concours de la Banque de France.
Puis en 1957, Marcelle Ancelet et Pierre Billard divorcent, rompant ainsi définitivement l'aspect familial de l'entreprise. En 1956, l'établissement est exproprié dans le cadre de la construction du quartier du Sanitas à Tours. Il est alors envisagé de s'installer dans d'autres locaux (les ateliers du PO à Saint-Pierre-des-Corps), voire de reprendre les établissements Fouga et Cie de Béziers.
Mais Pierre ne parvenant pas à trouver un gestionnaire à la hauteur de ses espérances, les difficultés financières entraînent l'abandon de ses projets et en septembre 1964, l'entreprise cesse son activité, mettant au chômage 250 personnes. Socofer à Tours et Soulé à Bagnères-de-Bigorre poursuivent alors pendant quelques années la fabrication des modèles Billard.

## Production matériel roulant ferroviaire Billard

### Draisines
De 1922 à 1939, Billard produit environ 820 draisines, dont des motolorries (draisine découverte), de touts types. Elles ont été livrées aux différents réseaux de chemins de fer secondaires, aux grandes compagnies puis à la SNCF.

### Locotracteurs

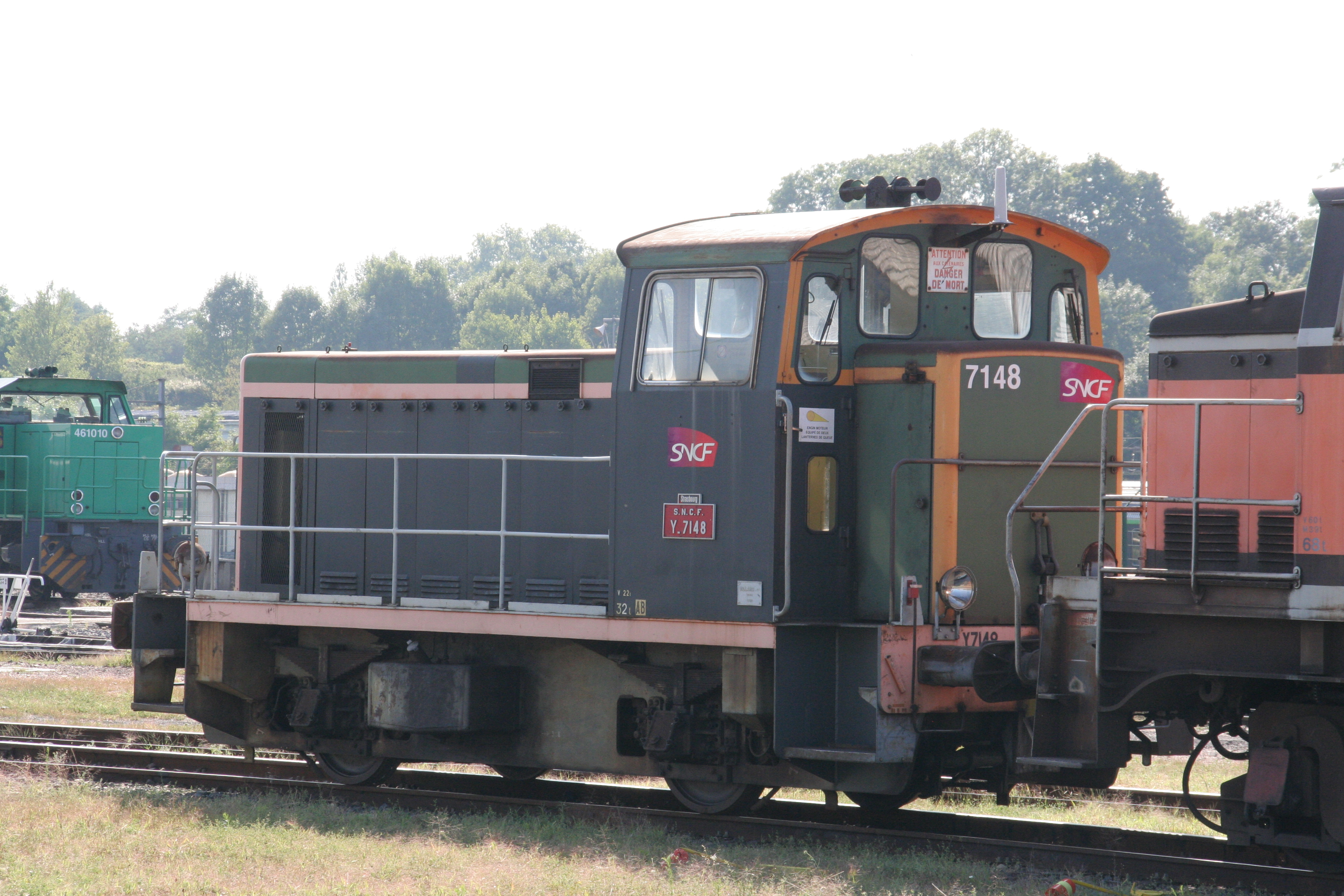
Locotracteur Billard Y 7200.

L'entreprise produit, de 1922 à 1939, près de 300 locotracteurs pour voie étroite ou voie normale :
À voie étroite (60 cm), la lettre T indique tracteur, le numéro la puissance du moteur, le D pour diesel (moteur CLM), P pour moteur Panhard ou G pour Génie (militaire) et le dernier numéro pour le nombre d'essieux. Par ordre chronologique de construction, on trouve les : T50D, T50D3, T80D3, T75D, T75P, T75G et T100D. Ils sont avant tout conçus pour l'industrie, en particulier pour le transport de betteraves (T50D2 et T80D3), ou pour les chemins de fer militaires français. Ils seront utilisés entre autres pour la desserte de la ligne Maginot, mais surtout par les troupes d'occupation allemandes et l'organisation Todt. À la fin de la Seconde Guerre mondiale, les T75D et les T100D furent utilisés à leur tour dans les industries betteravières, des carrières, les sablières de Nemours ;
À voie normale, différents types de locotracteurs, dont 130 exemplaires de la série Y 7100, sont réalisés pour la SNCF. Socofer a aussi eu la charge du projet Y9000 pour la livraison de 110 locotracteurs à INFRA, dont 22 réalisés par ses soins, les 88 autres étant faits au Technicentre de Rouen Quatre Mares.

### Autorails

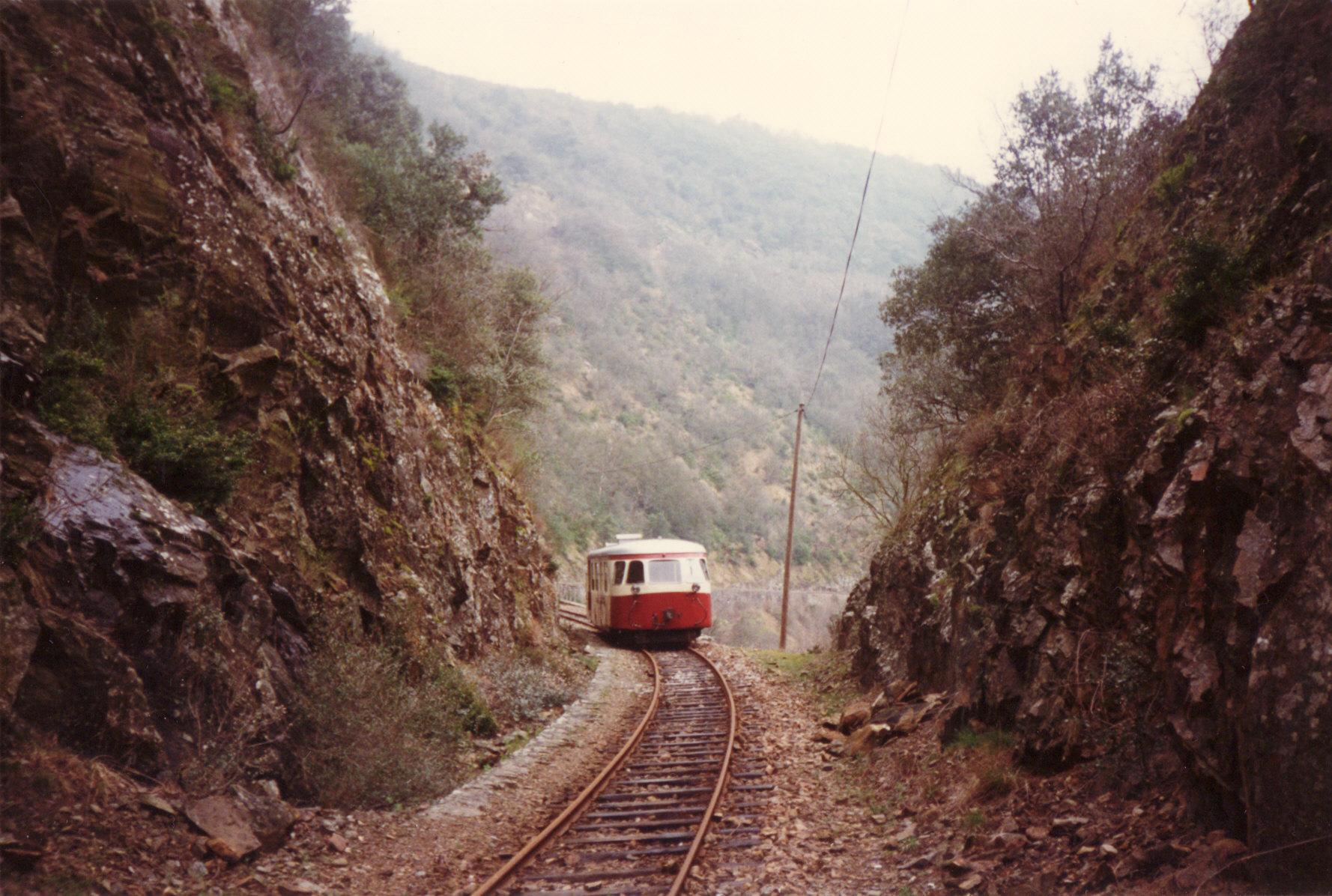
Autorail Billard N° 314, type A 80D, du Chemin de fer du Vivarais.

Cette production est constituée des autorails à deux essieux et des autorails à bogies, pour la voie métrique et la voie normale. On y trouve de nombreux types :
Autorails à deux essieux : pour voie métrique, de 1932 à 1933, comporte notamment les autorails types : Billard A 50 D et A 65 D (Billard A 50 DL) ; pour voie normale, de 1946 à 1955, les autorails types : FNC, A 75 D et FNC C, et les remorques types : FNC, FNC R1, FNC R20 et Type SCCFE Verney.
Autorails à bogies : pour voie métrique, de 1933 à 1958, comporte notamment, les autorails types : A 80 D (D1, D2, D3 et D4), A 80 E, A 135 D (D1), A 150 D (D1, D2 articulé, D4, D6, D7 et D8), Billard A 210 D (D1 et D2), A 250 D, Micheline type 52 ; et les remorques : R 210 (type A, type B, D1 et D2) et RM ; pour voie normale, s'échelonne de 1933 à 1939 : A 100 D, A 150 D3 et D5, Micheline type 21 et type 22.

### Les clients

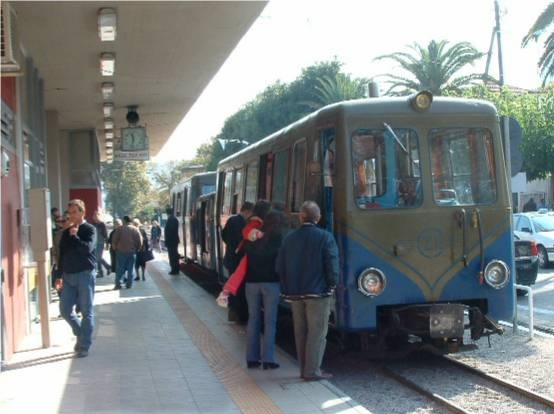
Une rame construite par Billard pour le chemin de fer de Diakofto (Grèce), composée de deux voitures dont une motorisée encadrant un fourgon contenant un groupe électrogène pour alimenter les moteurs de traction.

Les réseaux de la Compagnie de chemins de fer départementaux : Corse, Vivarais, Indre et Loire, Seine et Marne… La compagnie des Tramways d'Ille-et-Vilaine, Les réseaux d'Outre mer : Madagascar et La Réunion, ceux de l'AOF : Dakar Niger et Dahomey.
En Éthiopie : le Chemin de fer franco-éthiopien recevra également en 1964 deux rames automotrices de 550 ch, pour sa ligne Djibouti - Addis-Abeba. Divers réseaux européens : Grèce et Espagne
En France ; une Micheline a été construite dans les années 1930, pour le PO . Trois autorails à bogies sur châssis long ont été livrés au Nord-Est. Une série d'autorails à deux essieux a été réalisée pour les CFD et la SNCF en 1949-50. Une série d'autorails FNC a été livrée à la SNCF.

## Matériel Billard préservé
La solidité du matériel et la simplicité de la construction font que beaucoup d'engins de cette firme circulent encore aujourd'hui.

### Locotracteurs
- Type T 50
- Type T 60D, sur le Petit train d'Artouste
- Type T 75, en plusieurs variantes (dont le prototype de la série, et des exemplaires militaires) sur le Tacot des Lacs, au Train Touristique de Saint Trojan ou bien encore à l'APPEVA, au Chemin de fer touristique du Tarn au Train de Rillé ainsi qu'au Fort d'Uxegney
- Type T 100

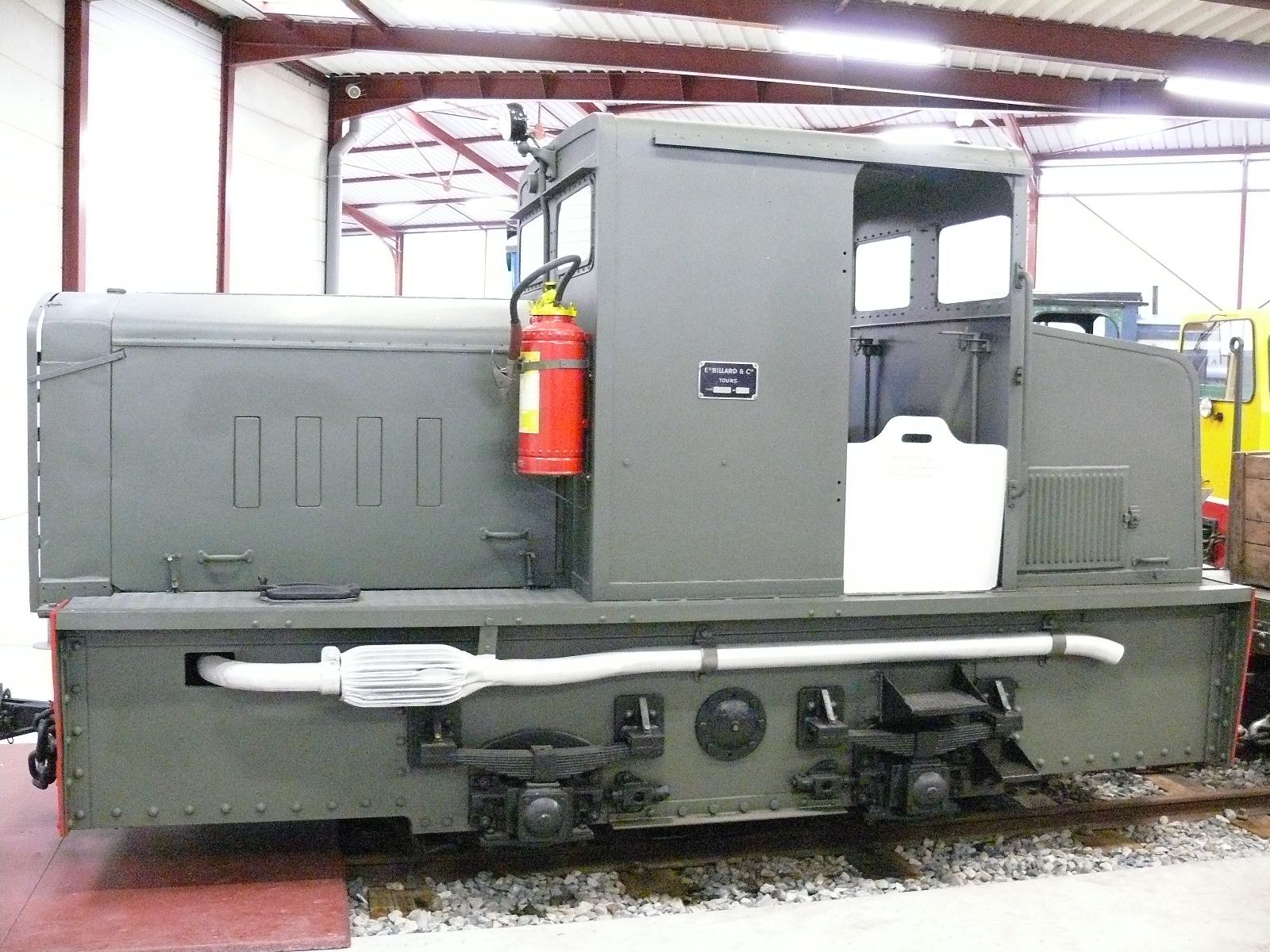
Locotracteur type T75G N° 232 préservé au musée de l'APPEVA.
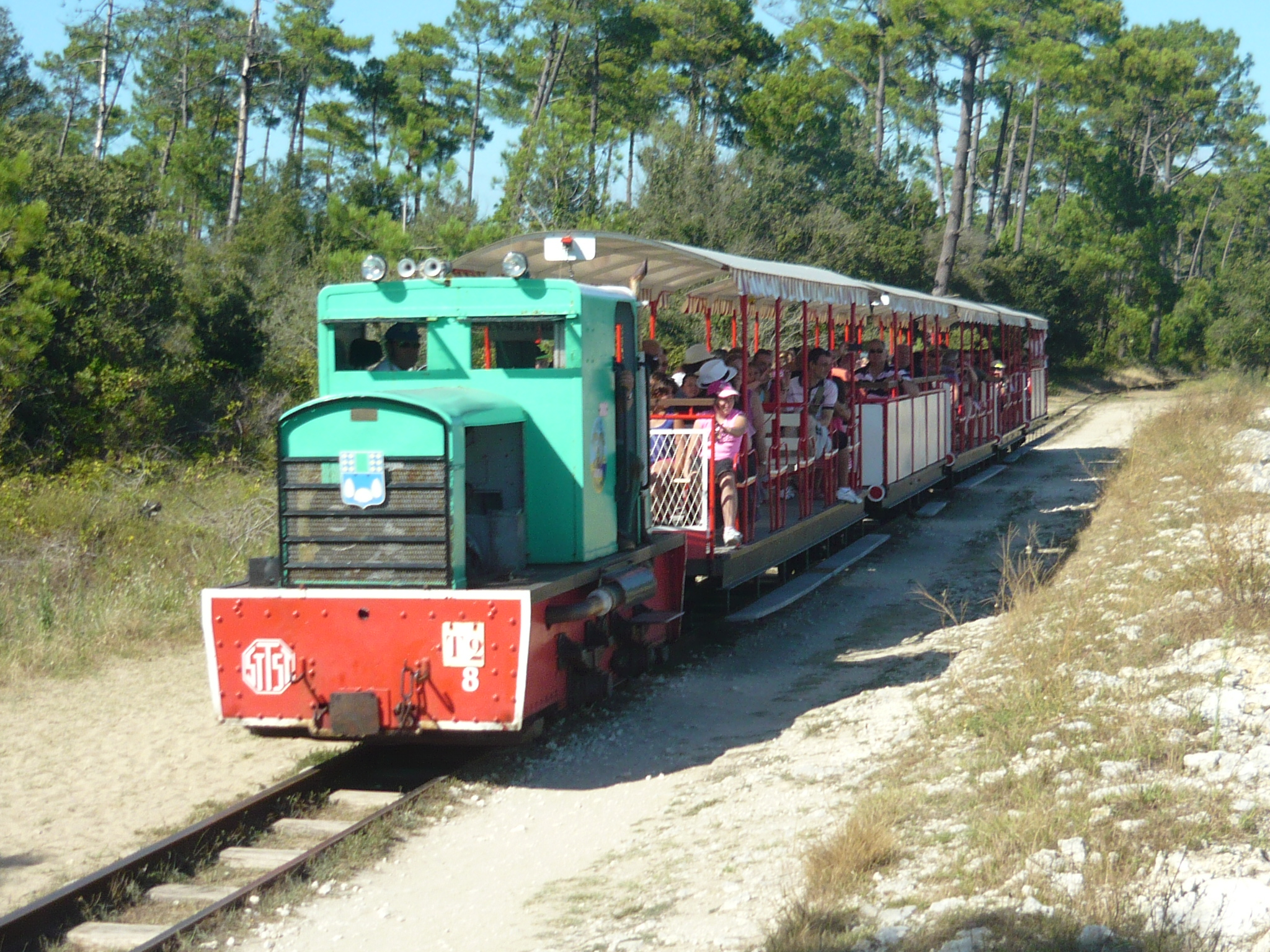
Un locotracteur Billard en service au « P'tit train de Saint-Trojan ».
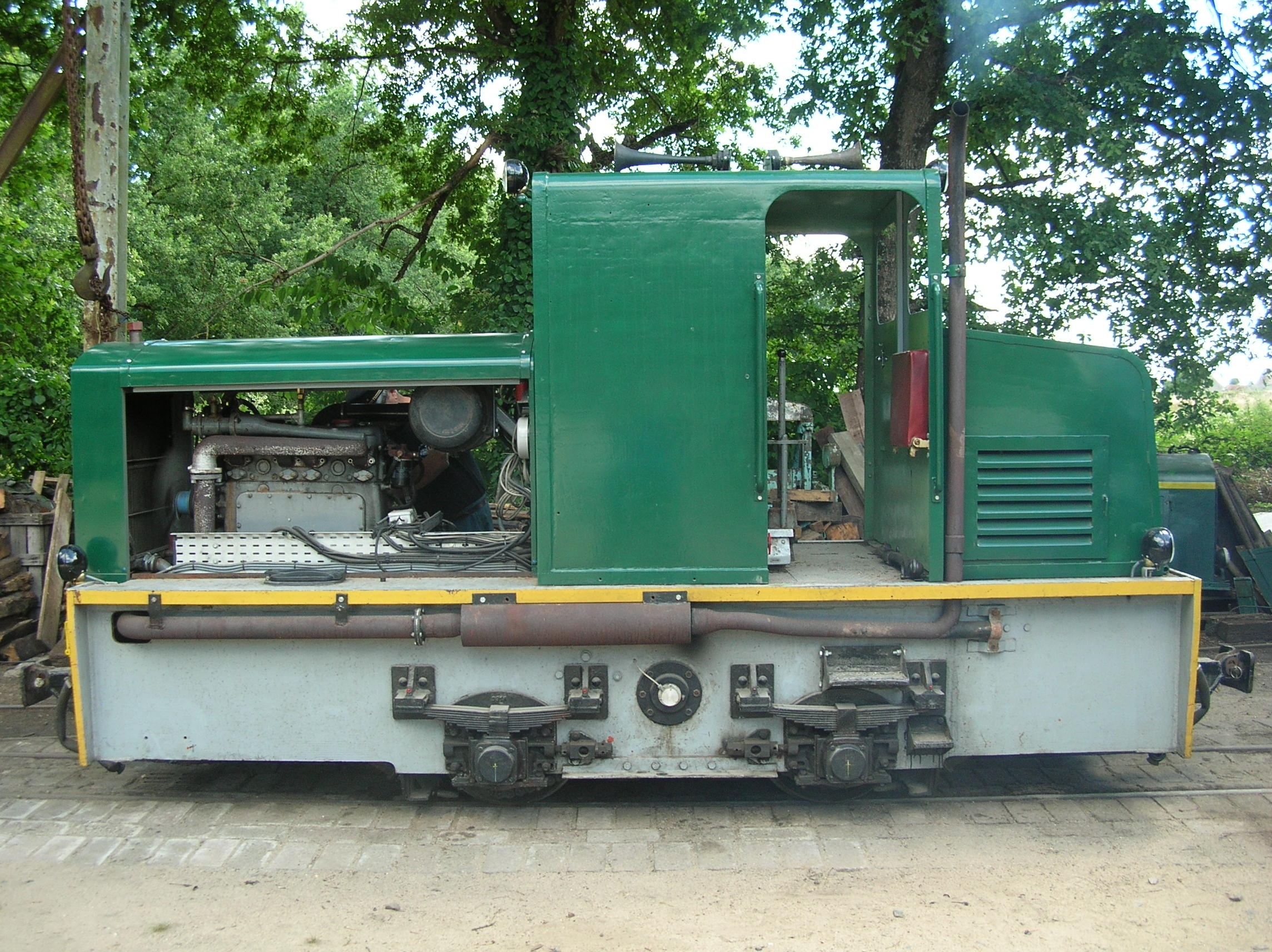
Locotracteur type T75P N° 239, volets déposés, du Train de Rillé.
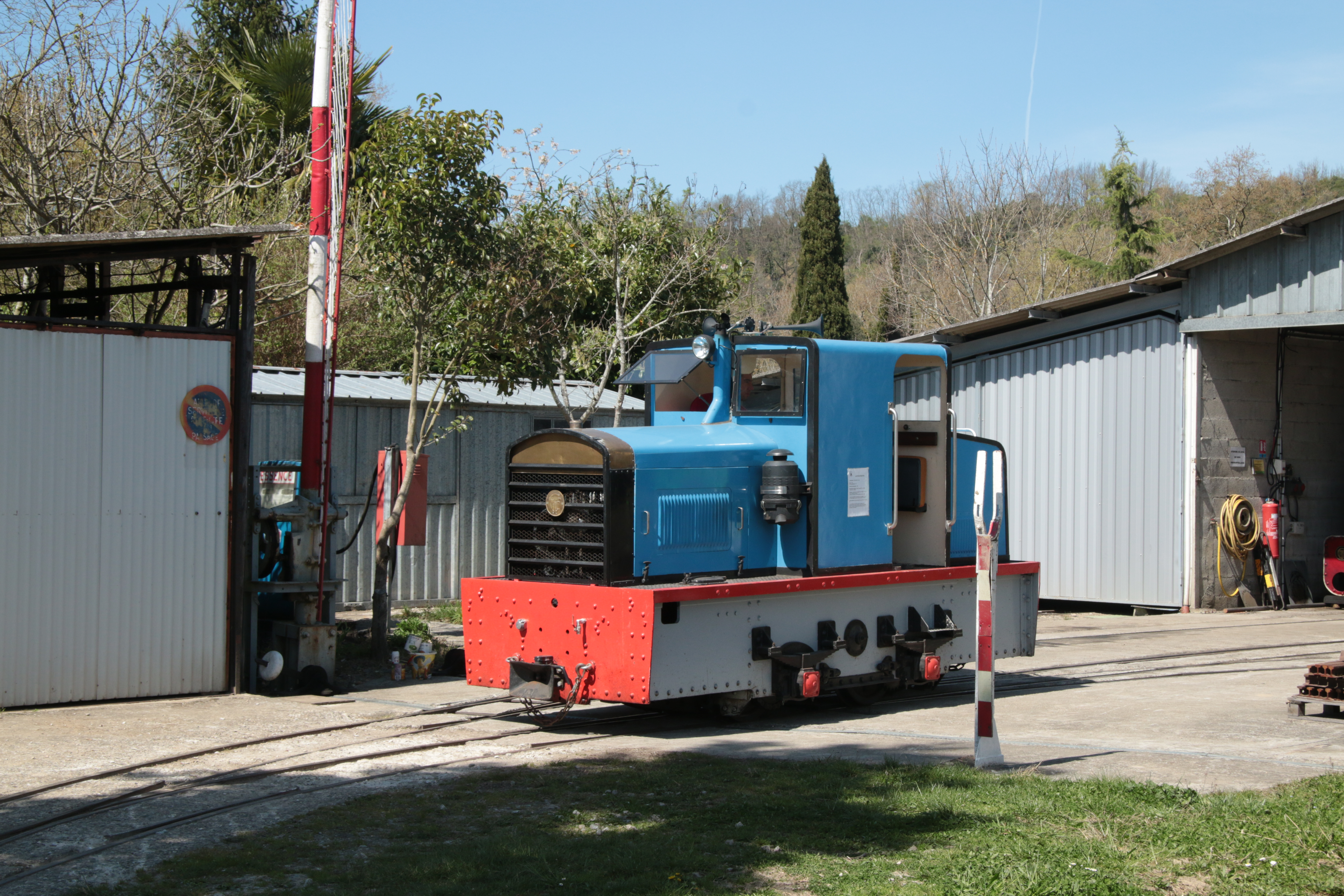
Locotracteur du Chemin de Fer Touristique du Tarn.

### Autorails

#### Voie métrique
Type A 150 D

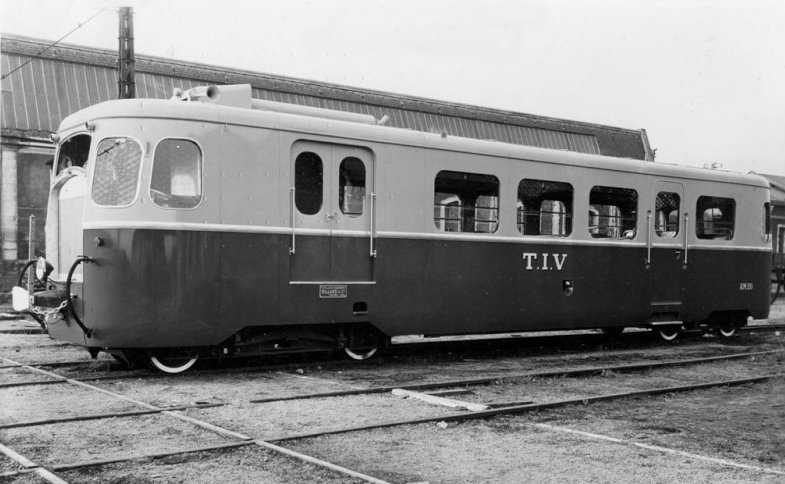
Type A 150 D1 construit pour les Tramways d'Ille-et-Vilaine (TIV).

- X 153, ex-AM 20, Tramways d'Ille-et-Vilaine Portes les Valence (particulier)
- 211, cabine côté compartiment voyageurs, Ardèche miniatures
- 212, Voies Ferrées du Velay
- 213, Chemin de fer du Vivarais, classé MH
- 214, Chemin de fer du Vivarais

Type A 80 D
- 313, Voies Ferrées du Velay
- 314, Chemin de fer du Vivarais

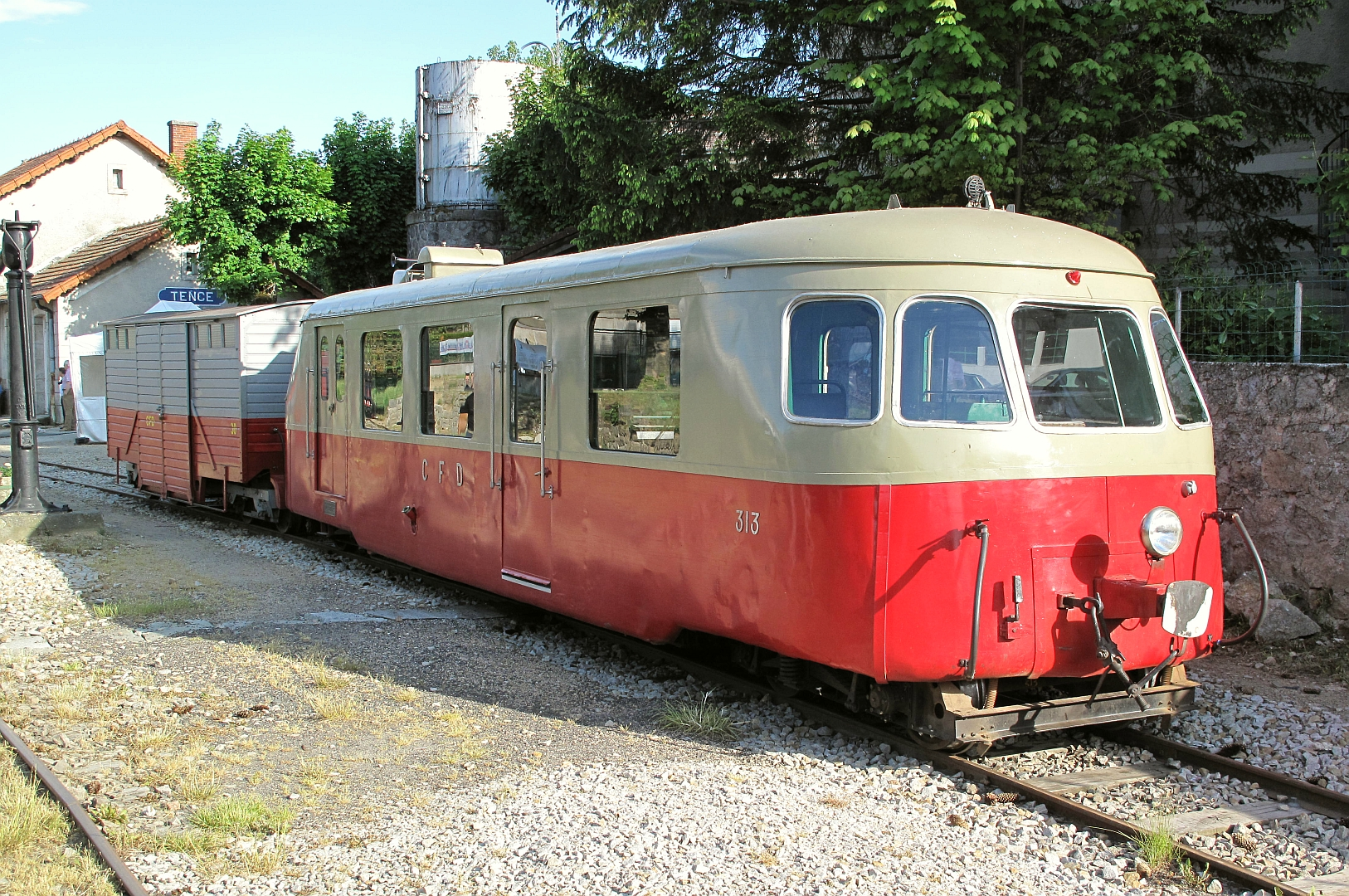
L'autorail Billard A 80 D 313 des Voies ferrées du Velay.

- 315 Voies Ferrées du Velay, confié au MTVS par convention avec le SIVU pour le maintien de la ligne touristique ferroviaire Dunières - Saint-Agrève
- 316 Chemin de fer du Vivarais
- 513 Chemins de fer de la Corse

Type A 150 D2 Articulé
- 222 Voies Ferrées du Velay

type A 150 D8
- Chemin de fer de La Réunion

Remorques R 210
- 3, Chemin de fer du Vivarais
- 7, Voies Ferrées du Velay ex-Corse
- 11, Chemin de fer du Vivarais
- 22, Chemin de fer du Vivarais

Remorques issues de la transformation d'autorail A 150 D
- R 5, MTVS, ex-AM 20, Tramways d'Ille-et-Vilaine
- R 6, chemin de fer de la baie de Somme, ex-AM 23 Tramways d'Ille-et-Vilaine.
- XR 113, « Cercle Ferroviaire Corse » à Calenzana-Lumio, ex-no 113 CFD Corse de 1938.

Remorques issues de la transformation d'autorail A 80 D
- XBD 242, MTVS (arrivée sur le site de Crèvecœur-le-Grand le 4 février 2016), ex-A80D no 32 de 1937 ayant roulé sur les CFD Charentes,les CFD Yonne, le BA, le POC et sur les chemins de fer Corse en tant que remorque après démotorisation.

Remorques messageries
- 20, Chemin de fer du Vivarais
- 30, Voies Ferrées du Velay

#### Voie normale

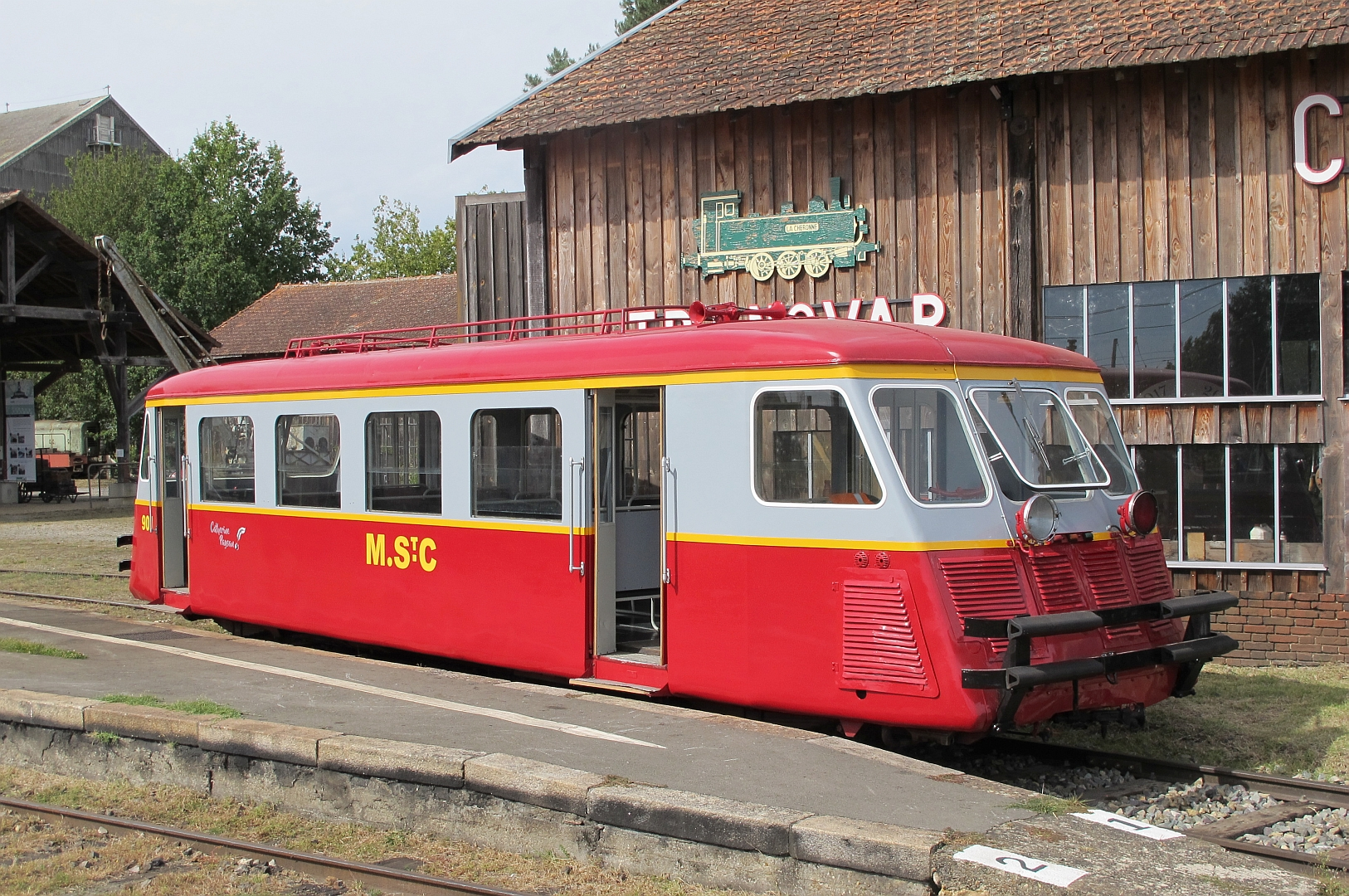
L'autorail Billard à voie normale X 901 préservé par la Transvap.

Type A 75 D
- X 901, Chemin de fer touristique de la Sarthe ex-Chemin de fer Mamers-Saint Calais (MStC)
- X 902, Rotonde ferroviaire de Montabon (Propriété FACS)
- X 903, Chemin de fer touristique de la Sarthe ex-Chemin de fer Mamers-Saint Calais (MStC), Classé MH (1997)[19].
- X 907, Transvap, en attente de réparation après accident au CFTR.
- X 915 2, Agrivap, garé sous abri en attente de restauration.

### Véhicules transformés et modernisés
- XR 1331 (Chemins de fer de Provence), ex-RL1, origine CP, transformé par Garnéro, Carros. Préservé par Velay Express
- XRD 1333 (Chemins de fer de Provence), ex-RL3, origine CP, modifié messagerie caisse d'origine
- XRD 1337 (Chemins de fer de Provence), ex-RL7, origine CFD Vivarais 33, transformé par Garnéro, messagerie
- XR 104 (Chemins de fer de la Corse) ex-autorail A 210 D1, no 105, transformé par Garnéro, prêté aux CP mais mis à la ferraille en novembre 2007 avant son départ sur le continent à la suite d'un incendie
- XR 105 (Chemins de fer de la Corse) ex-autorail A 210 D1, no 106, transformé par Garnéro, prêté aux CP
- XR 113 (Chemins de fer de la Corse) ex-autorail A 150 D1, no 113, transformé par Carde, Bordeaux
- XRD 242 (Chemins de fer de la Corse) ex-autorail A 80 D, no 32, origine CFD Charentes caisse d'origine
- XR 526 (Chemins de fer de la Corse) ex-autorail A 150 D6, N° AM28, origine Tramways d'Ille-et-Vilaine, mis à la ferraille le 19 avril 2017.

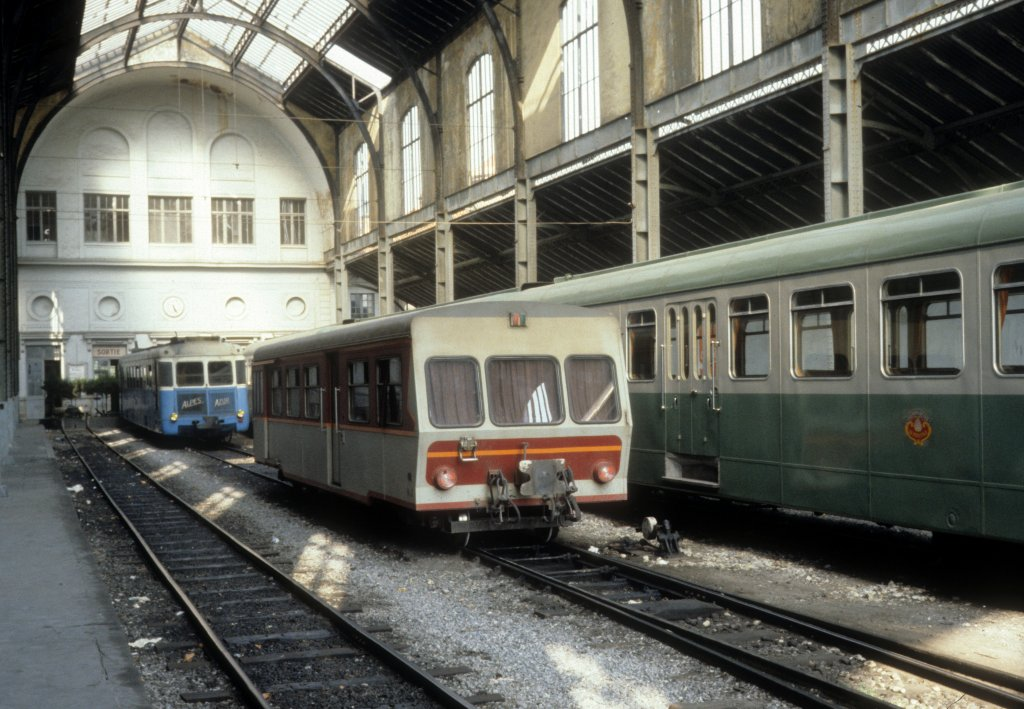
Remorque XR 1331 à Nice.
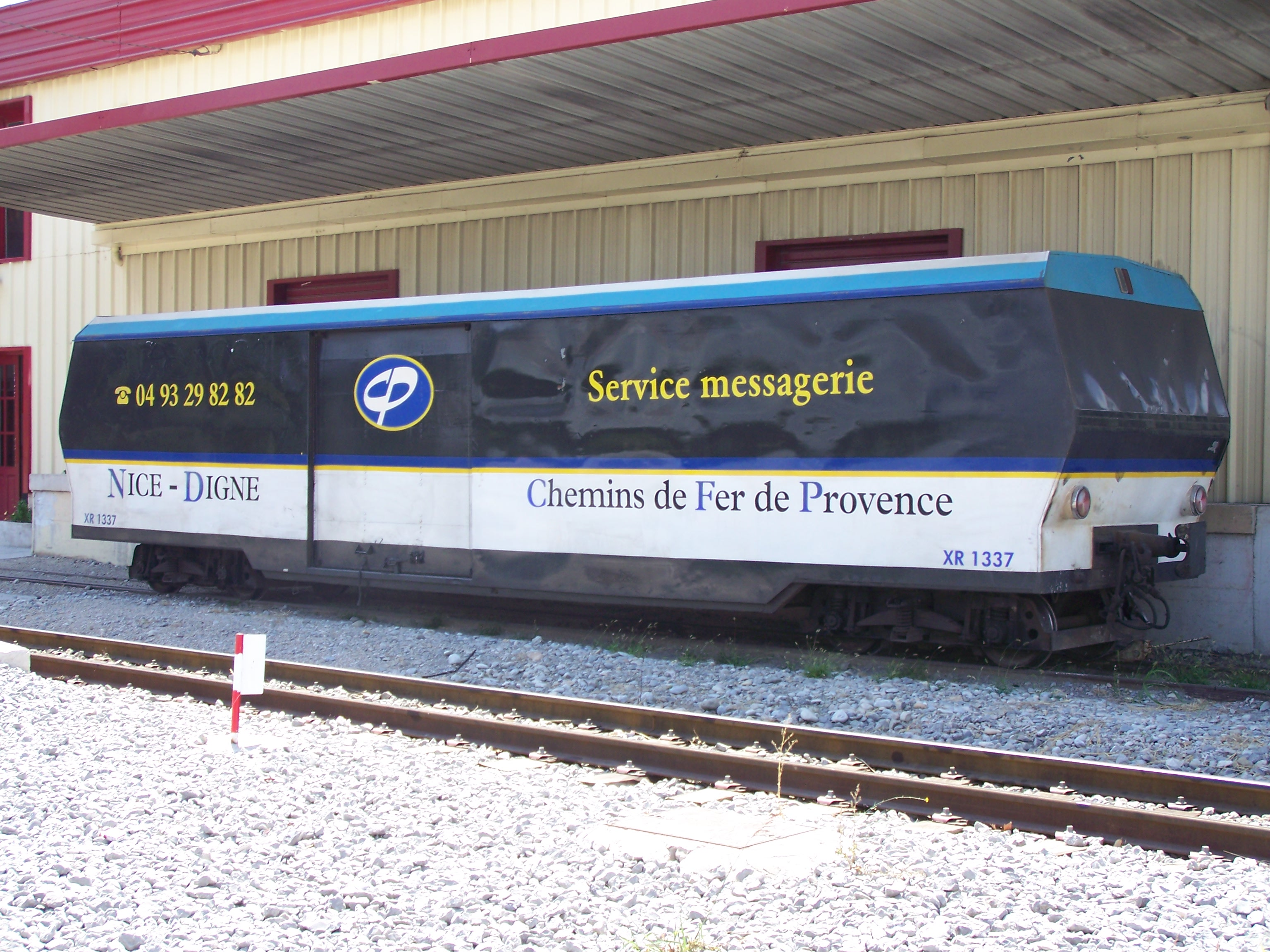
Remorque X 1337 des CP, transformée par les établissements Garnéro.
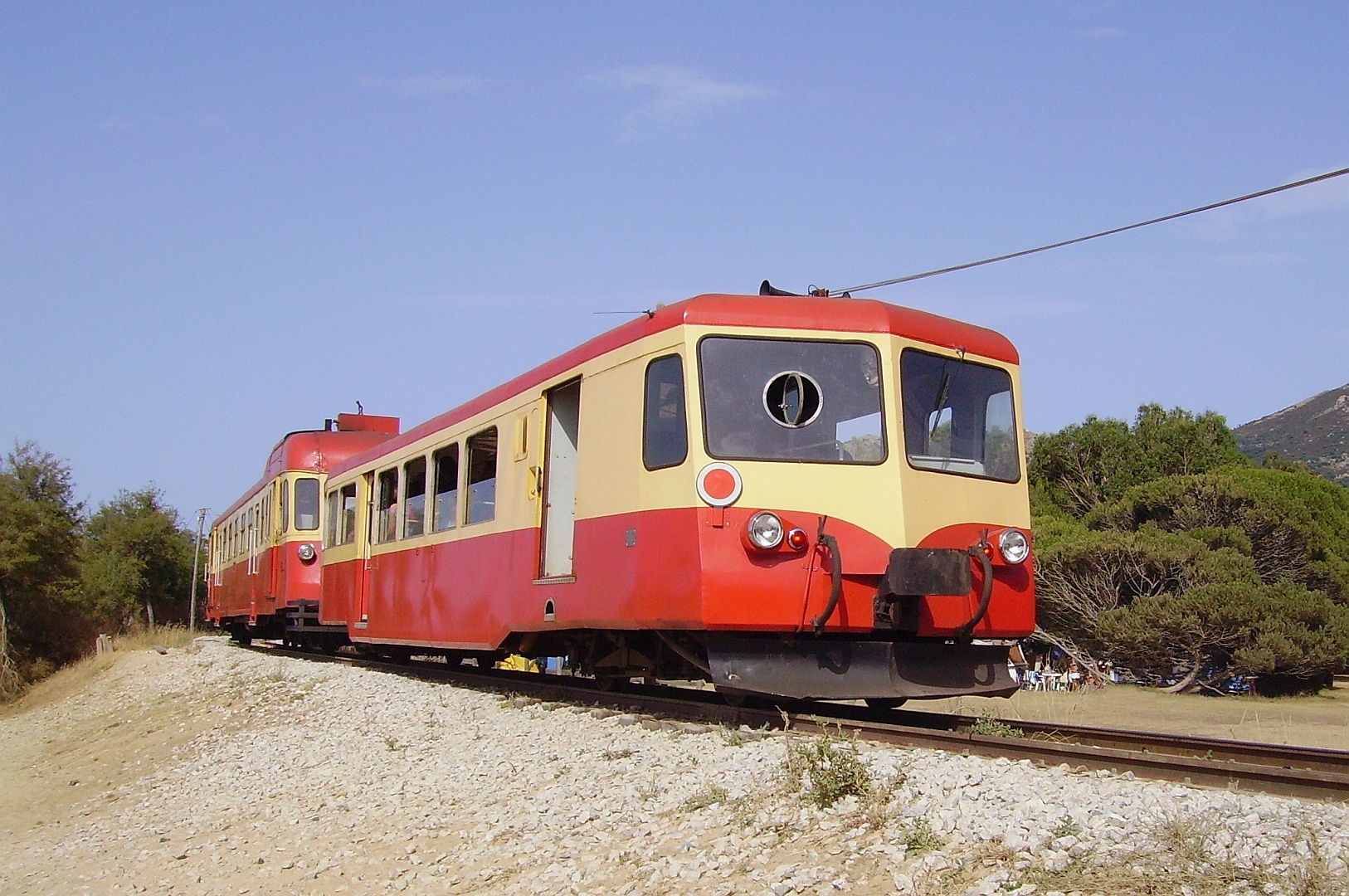
La remorque XR 113 des Chemins de fer de la Corse.
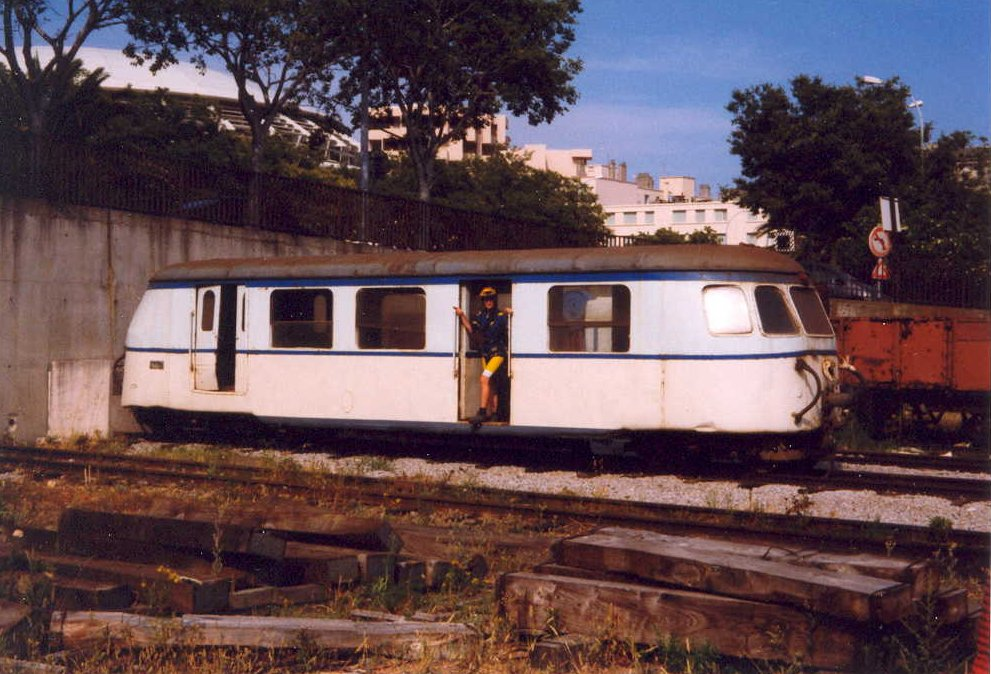
Remorque XRD 242 des chemins de fer de la Corse à Bastia.

## Galerie photo

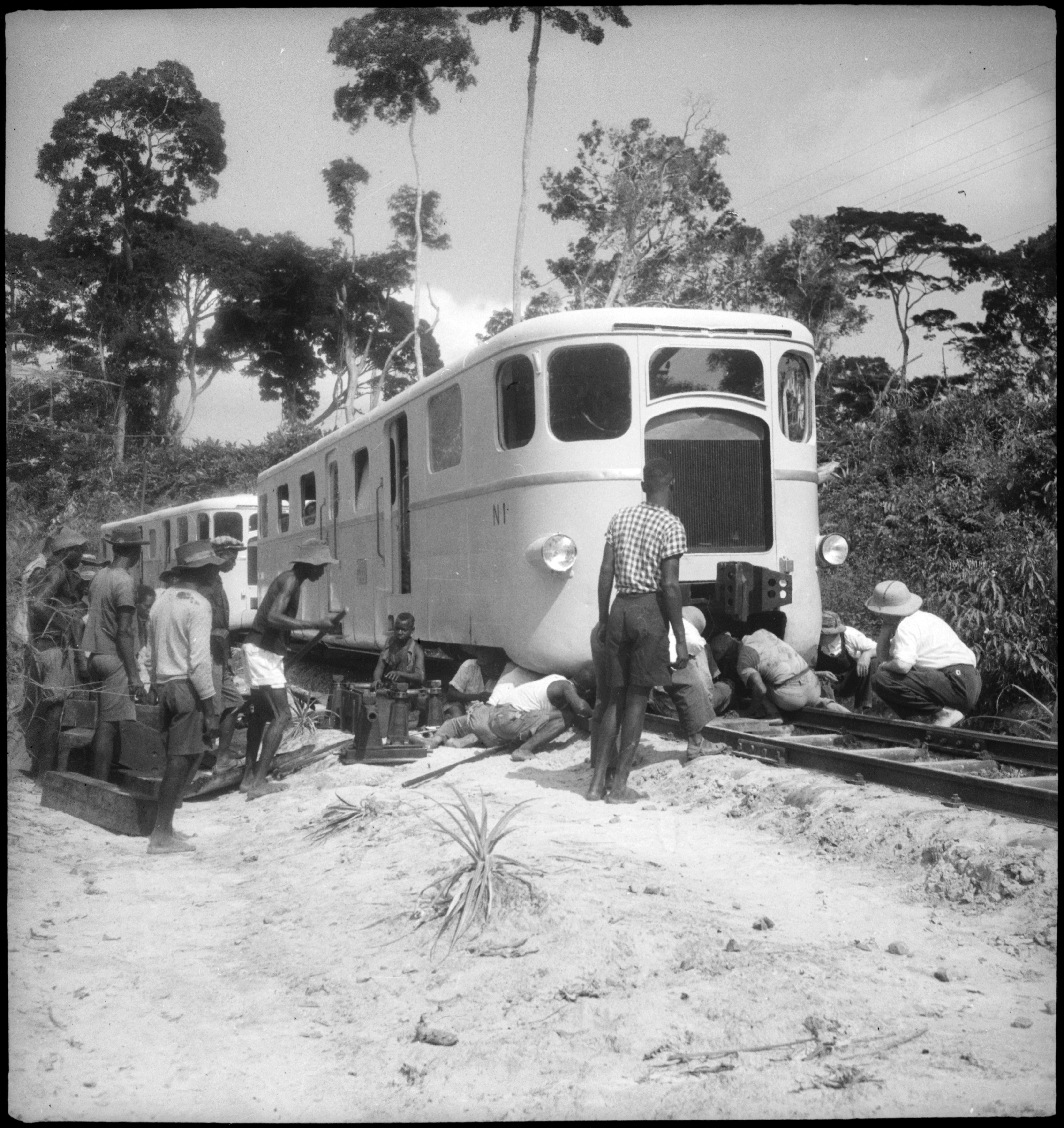
Autorail AD1 de 1934 du chemin de fer Congo-Océan.
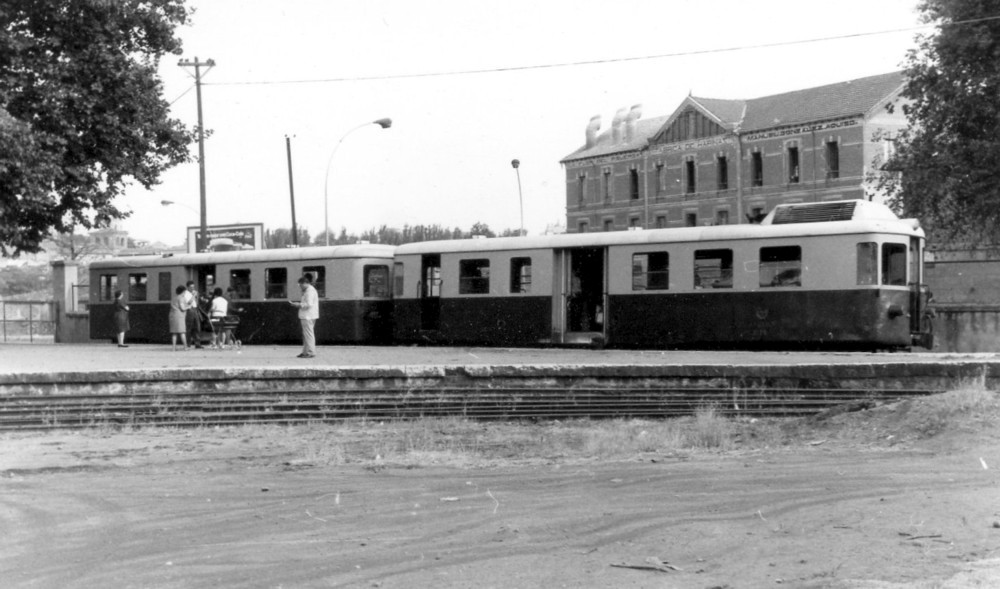
Autorail type A 150 D7 pour l'Espagne.
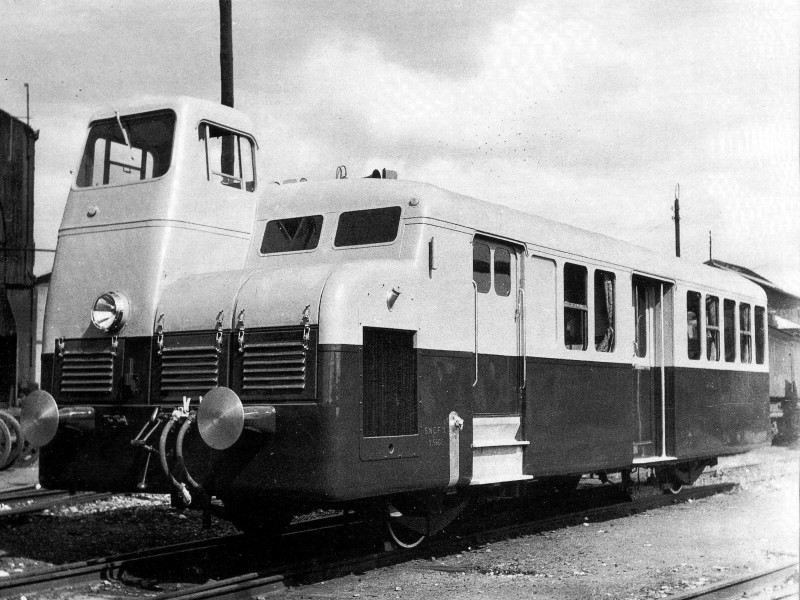
Autorail SNCF X 5600 FNC.
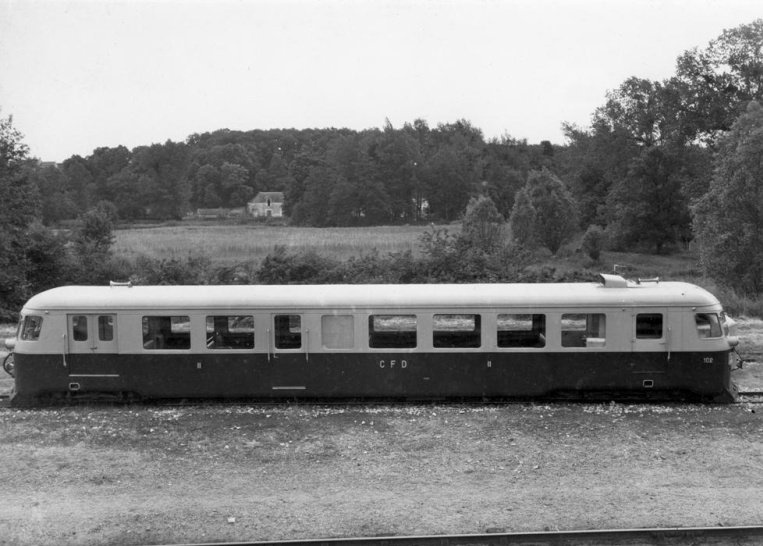
Autorail type A 210 D pour la Corse.
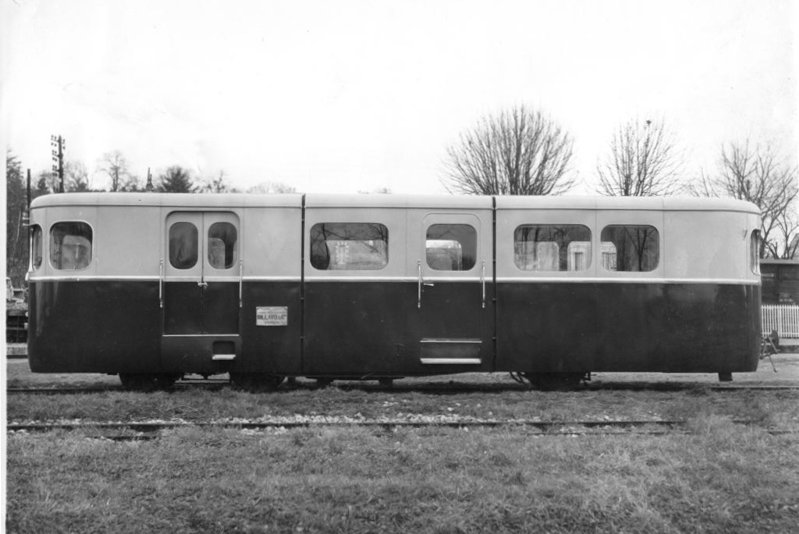
Autorail type A 80 E pour  Madagascar.
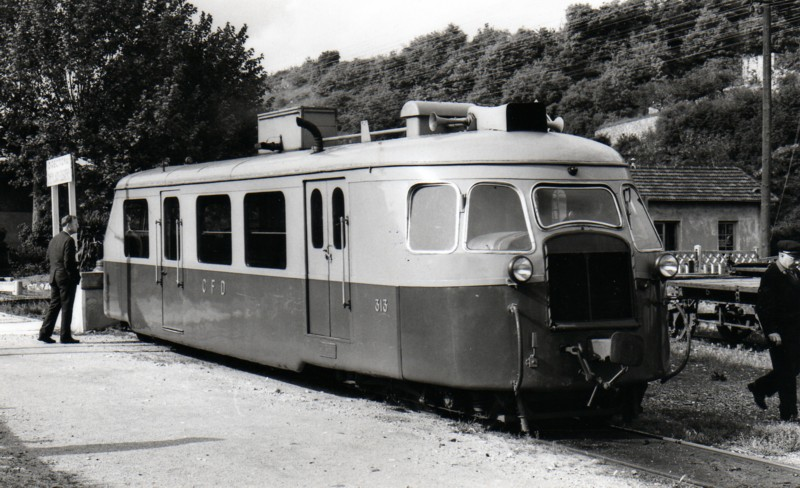
Autorail A 80D 313 en gare de La Voulte sur Rhône.
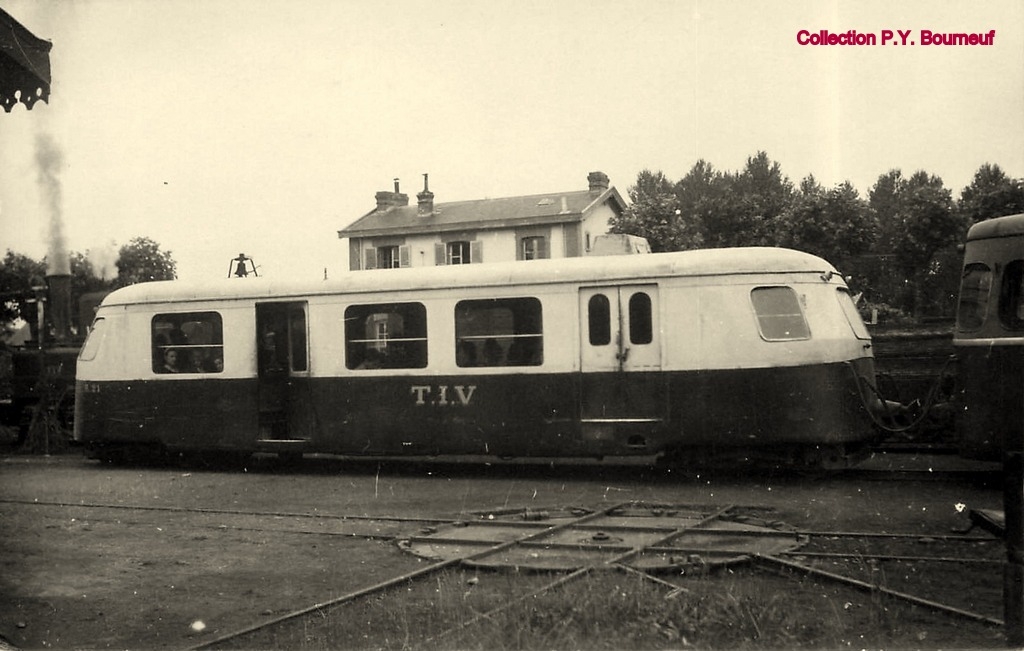
Remorque R 210, n° R 21 des Tramways d'Ille et Vilaine
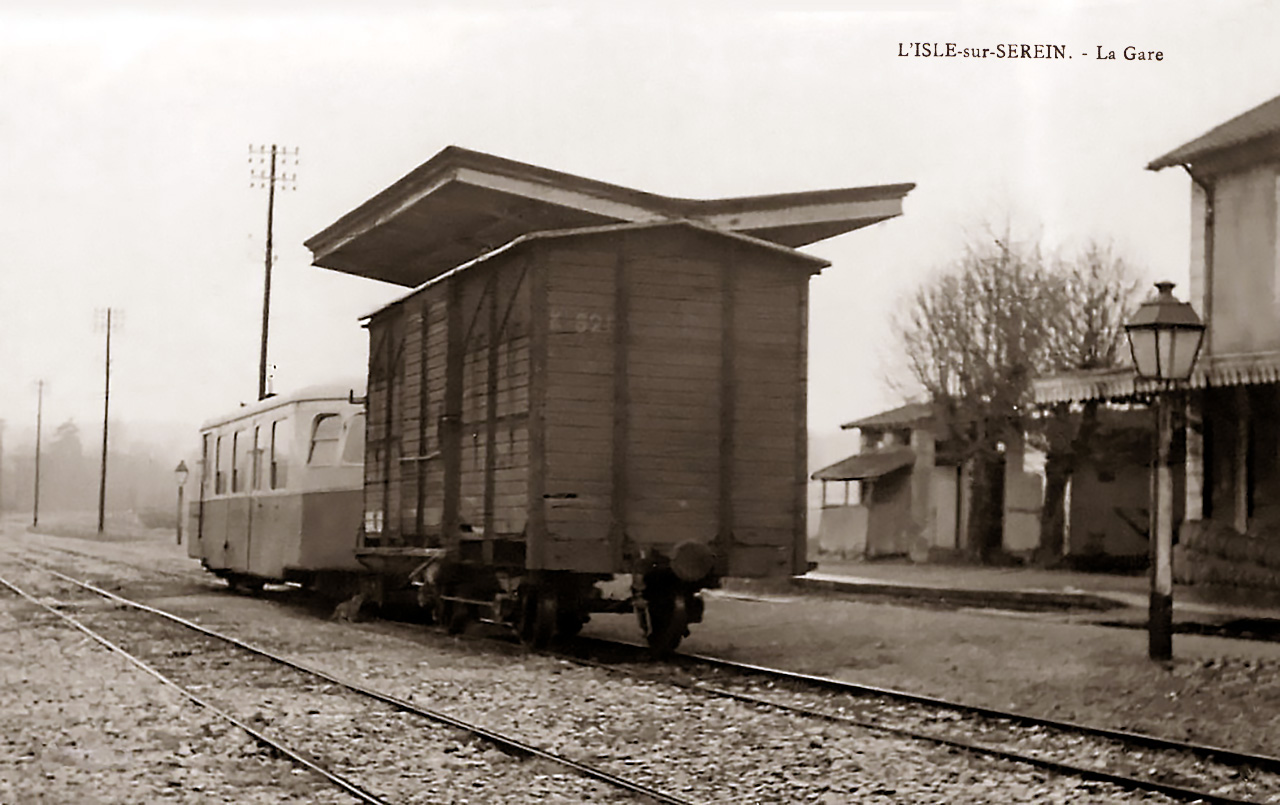
Autorail en gare de l’Isle-sur-Serein sur le réseau de l'Yonne.

## Véhicules préservés

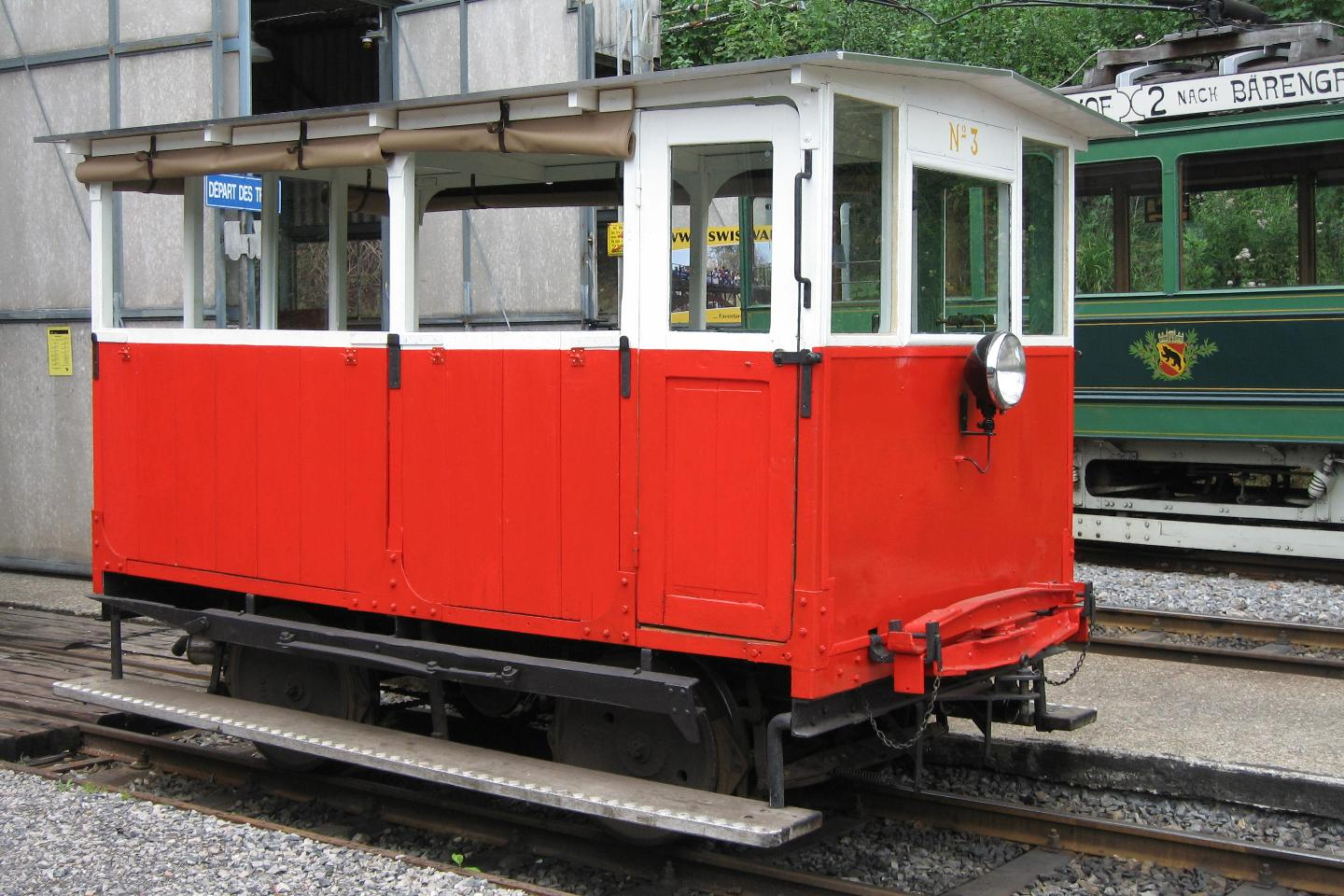
Draisine Billard n° 3 ex-Réseau breton au Chemin de fer-musée Blonay-Chamby.
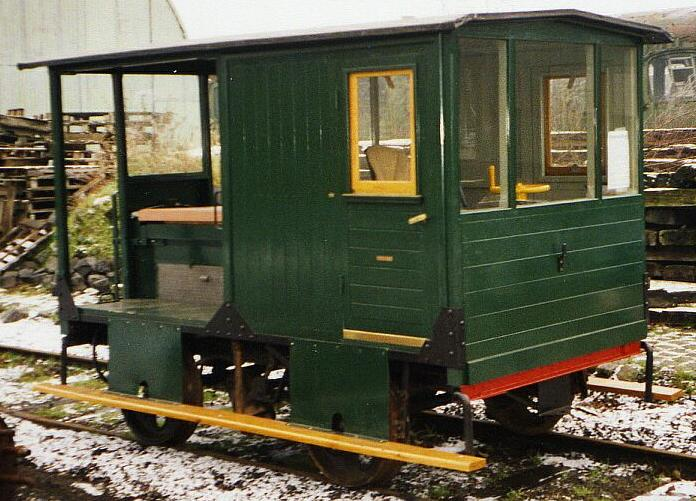
Draisine Billard, préservée au Chemin de fer à vapeur Termonde - Puers belge.
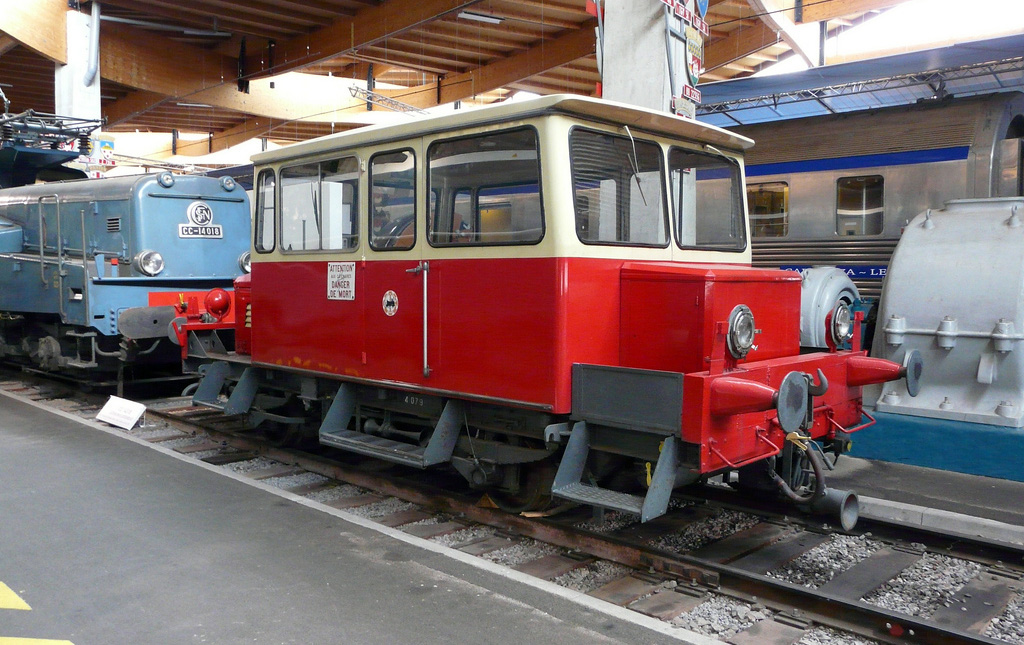
Draisine n° 4070 Billard.
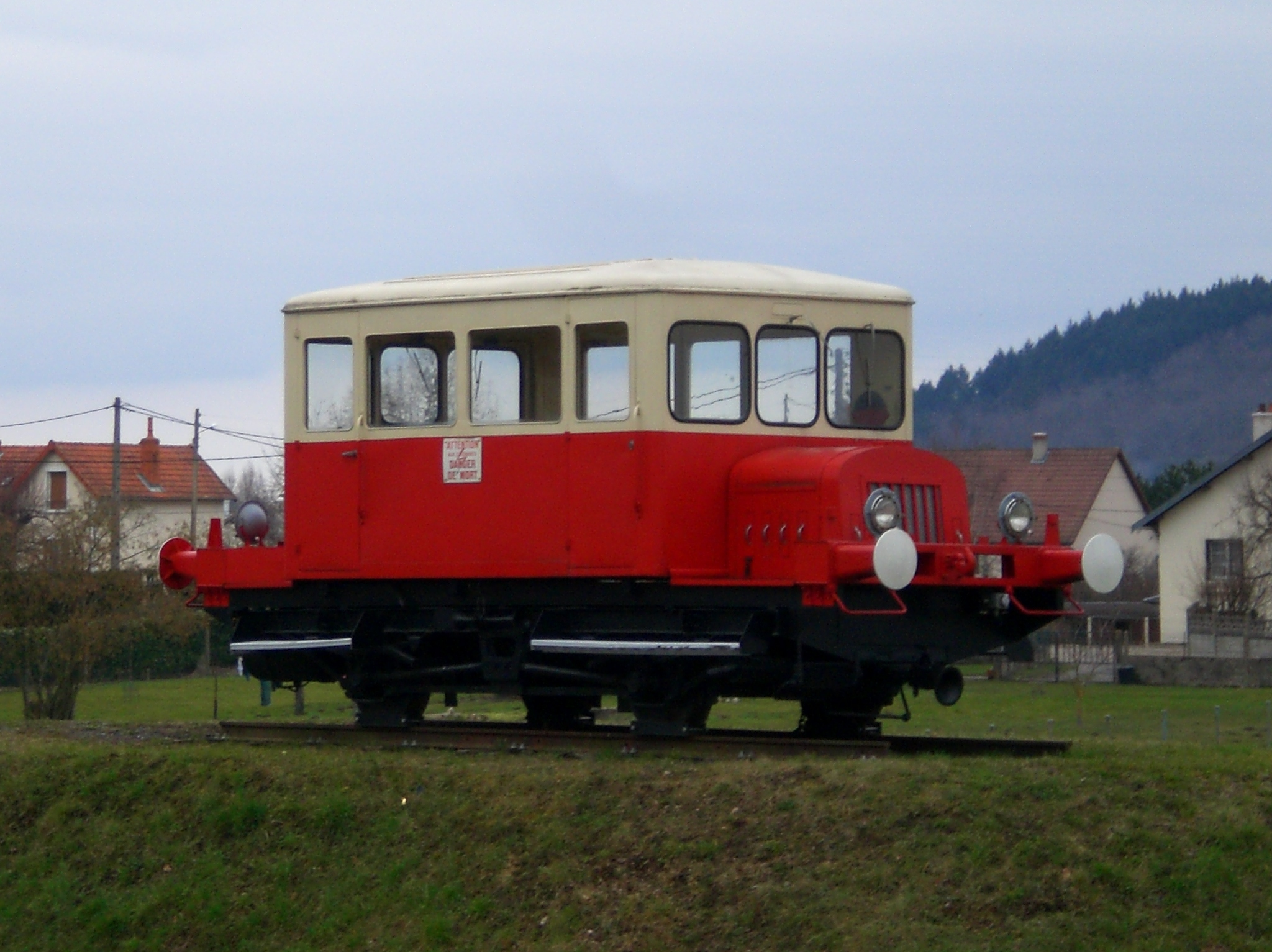
Draisine Billard.
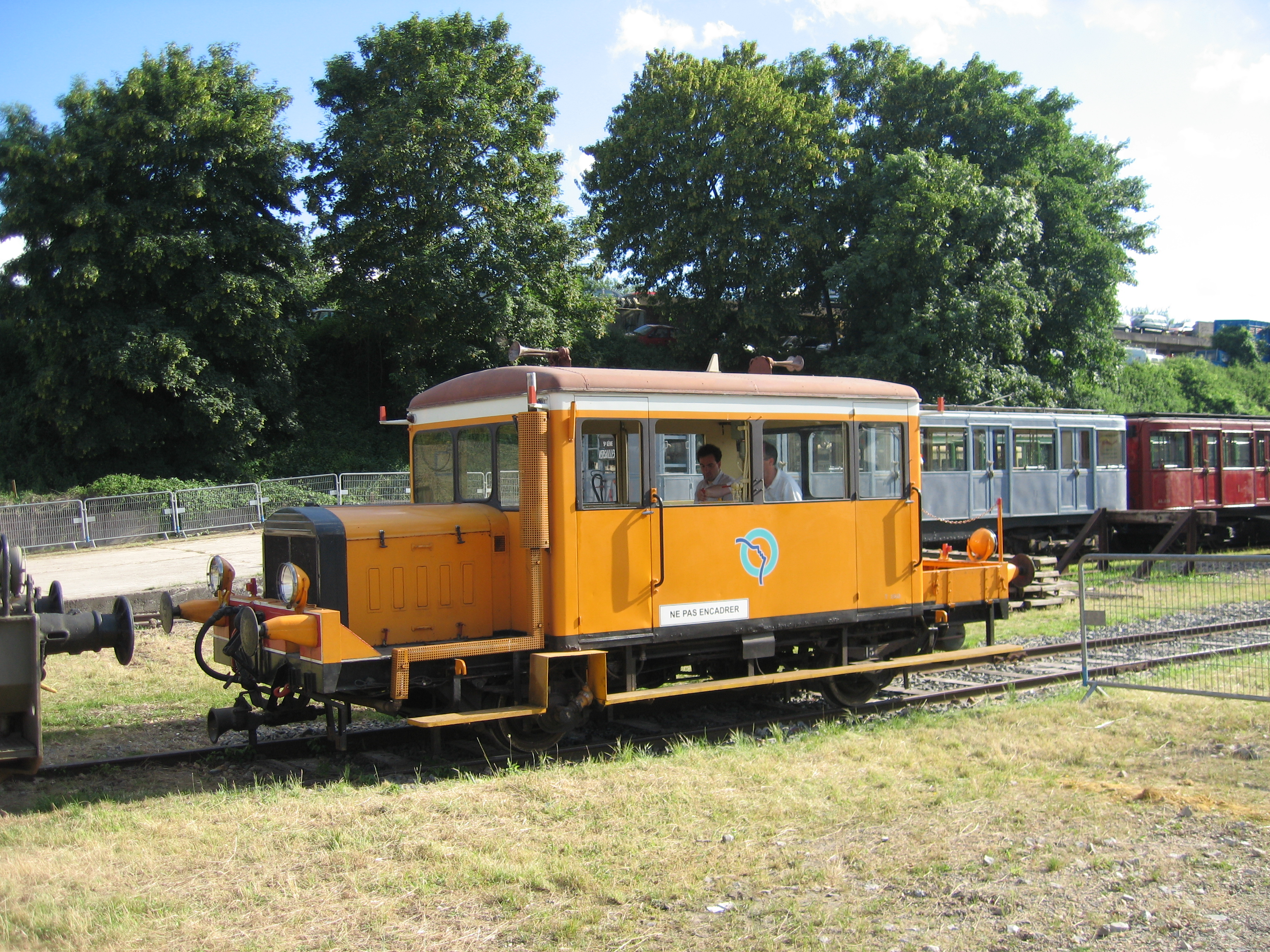
Draisine type Billard D 50 D 6 BE de 1963. Au second plan 2 anciennes voitures du métro parisien. 2ème et 1ère classe.
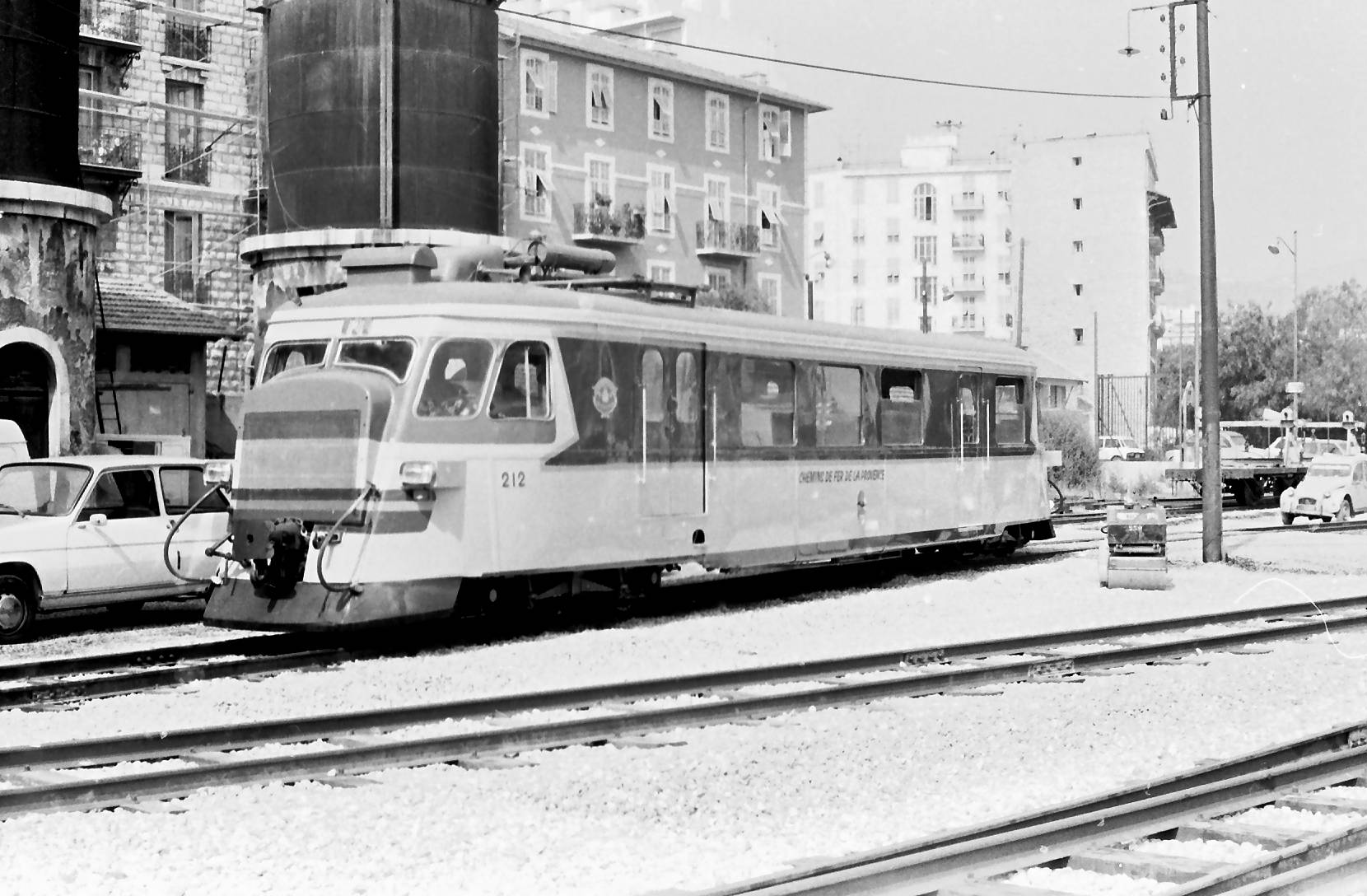
Autorail n° 212 (voie métrique) des Chemins de fer de Provence au terminus de Nice en juillet 1983.
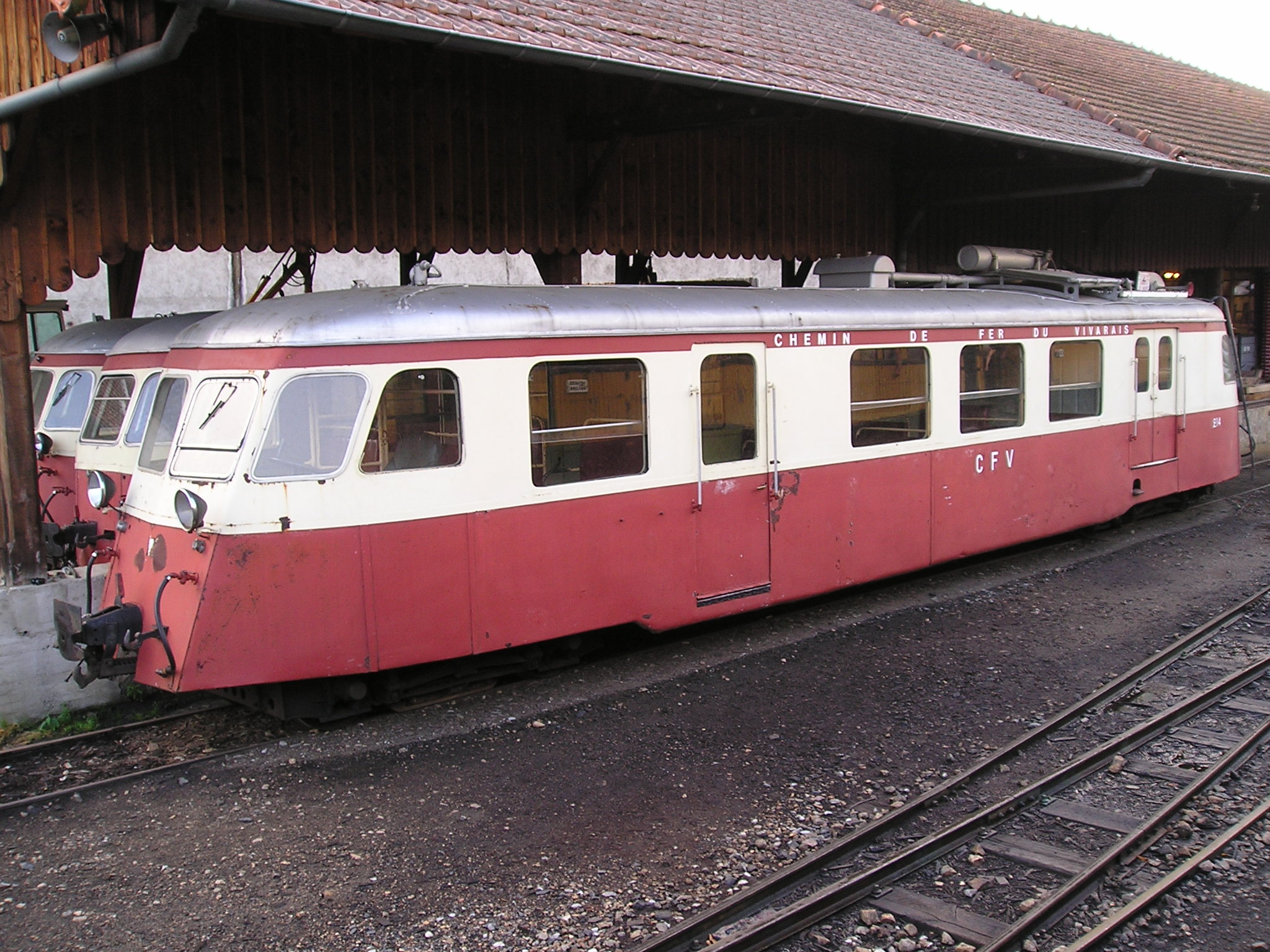
Autorail 214 préservé par le Chemin de fer du Vivarais, typique de nombreux chemins de fer secondaires français.
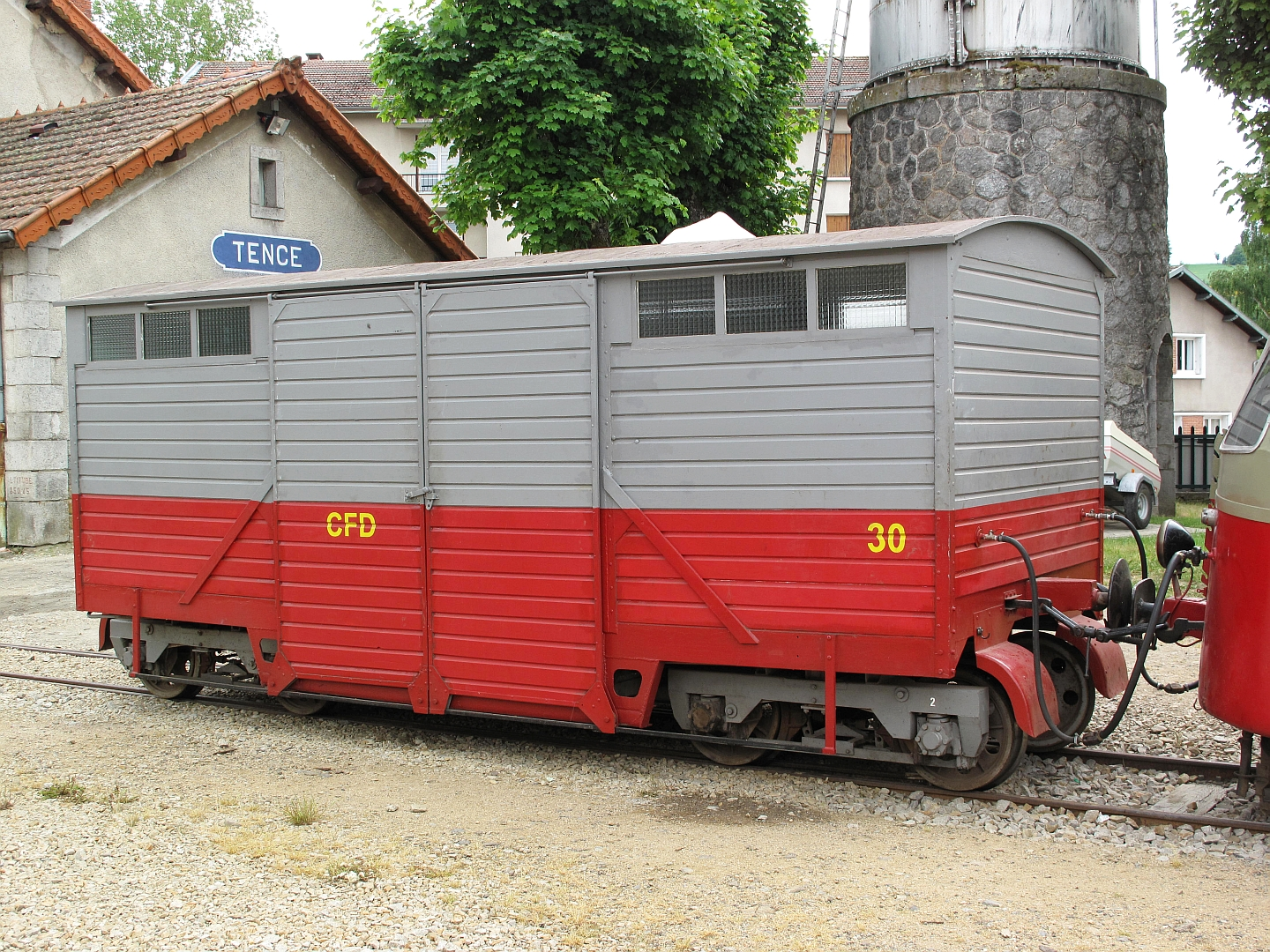
La remorque messagerie Billard RM30 des Voies ferrées du Velay.
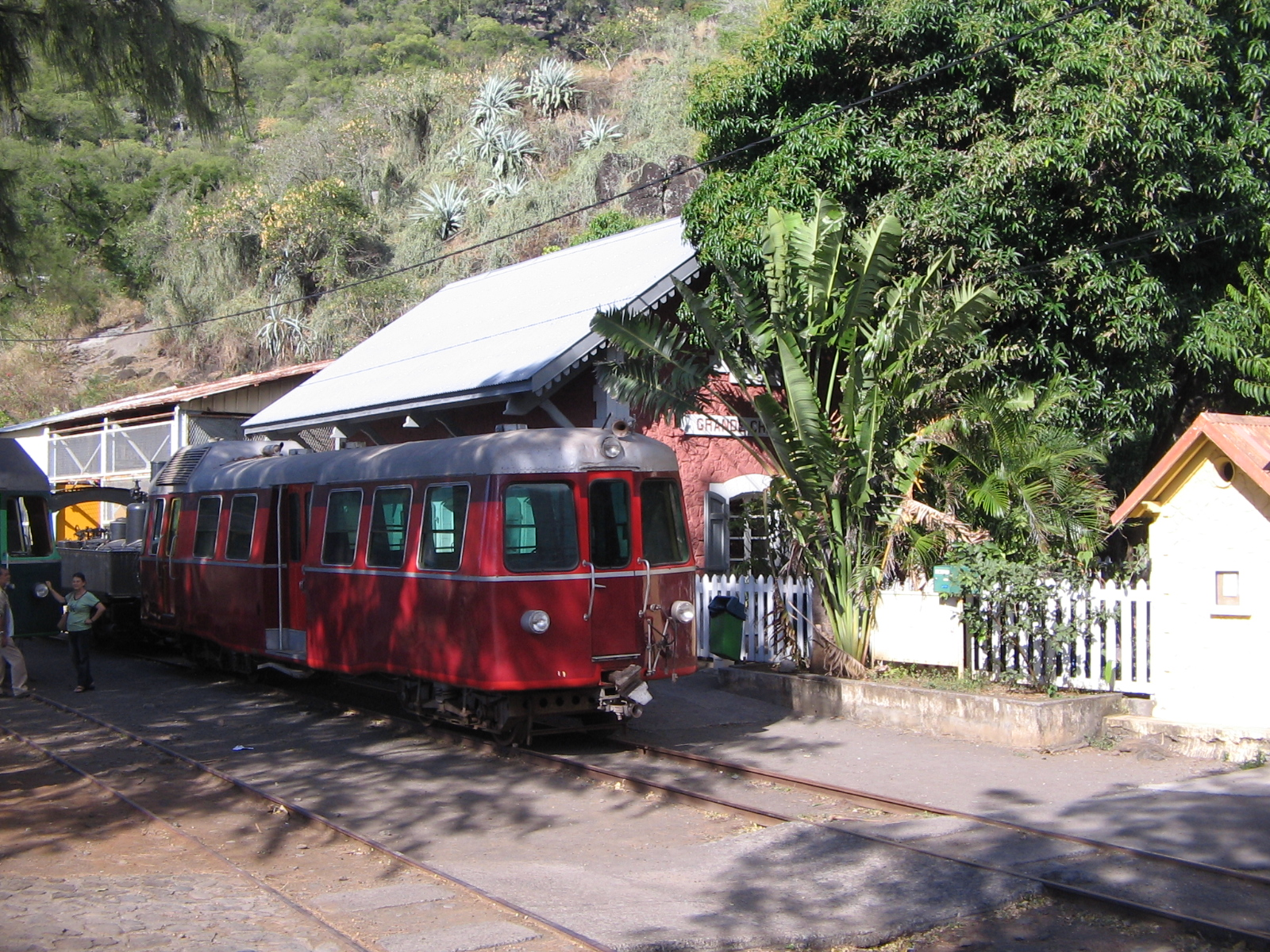
Billard A 150 D8 de 1959 du Chemin de fer de La Réunion.
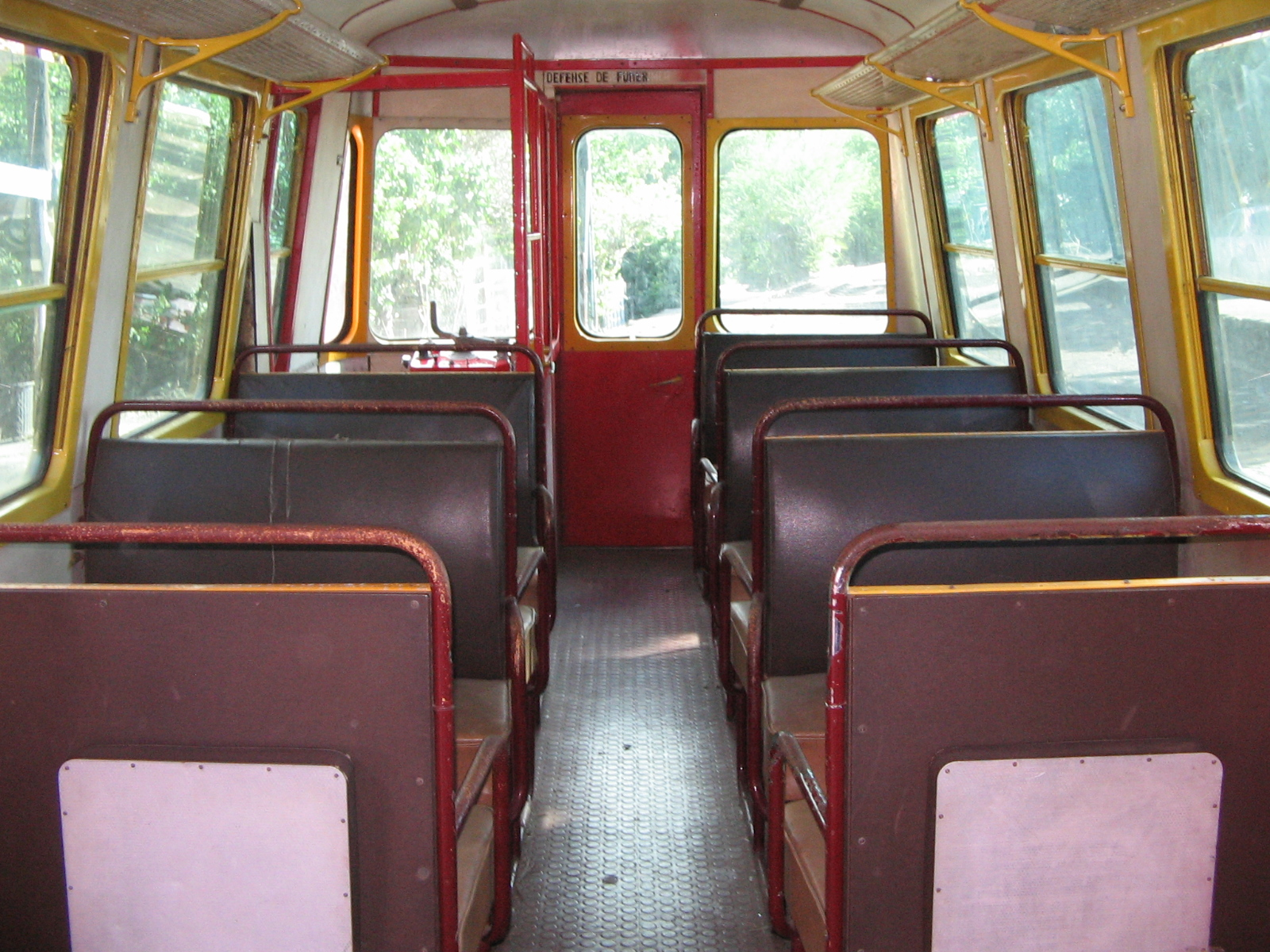
Intérieur d'un Billard A 150 D8 de 1959 du Chemin de fer de La Réunion.
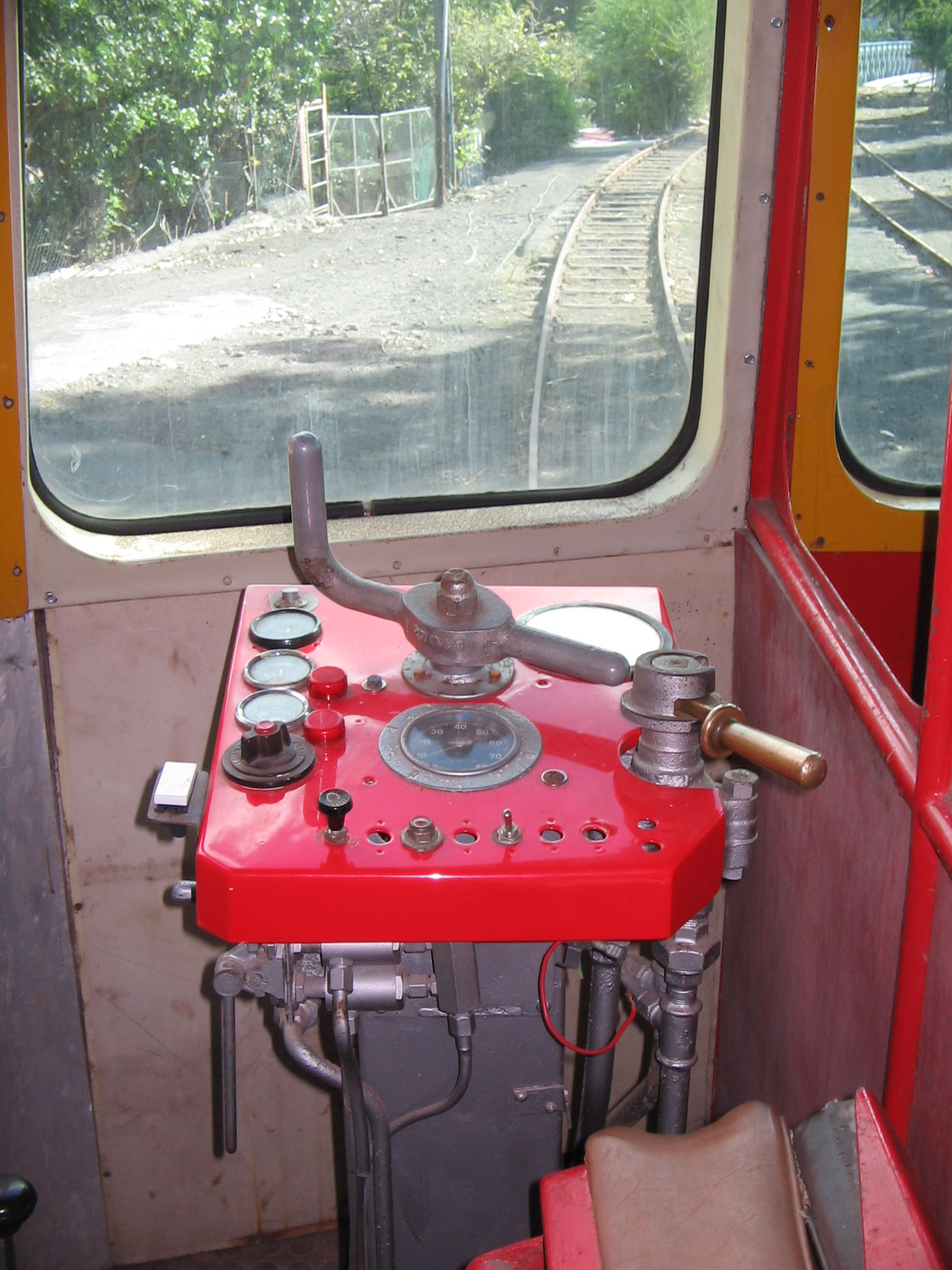
Poste de conduite d'un Billard A 150 D8 de 1959 du Chemin de fer de La Réunion.
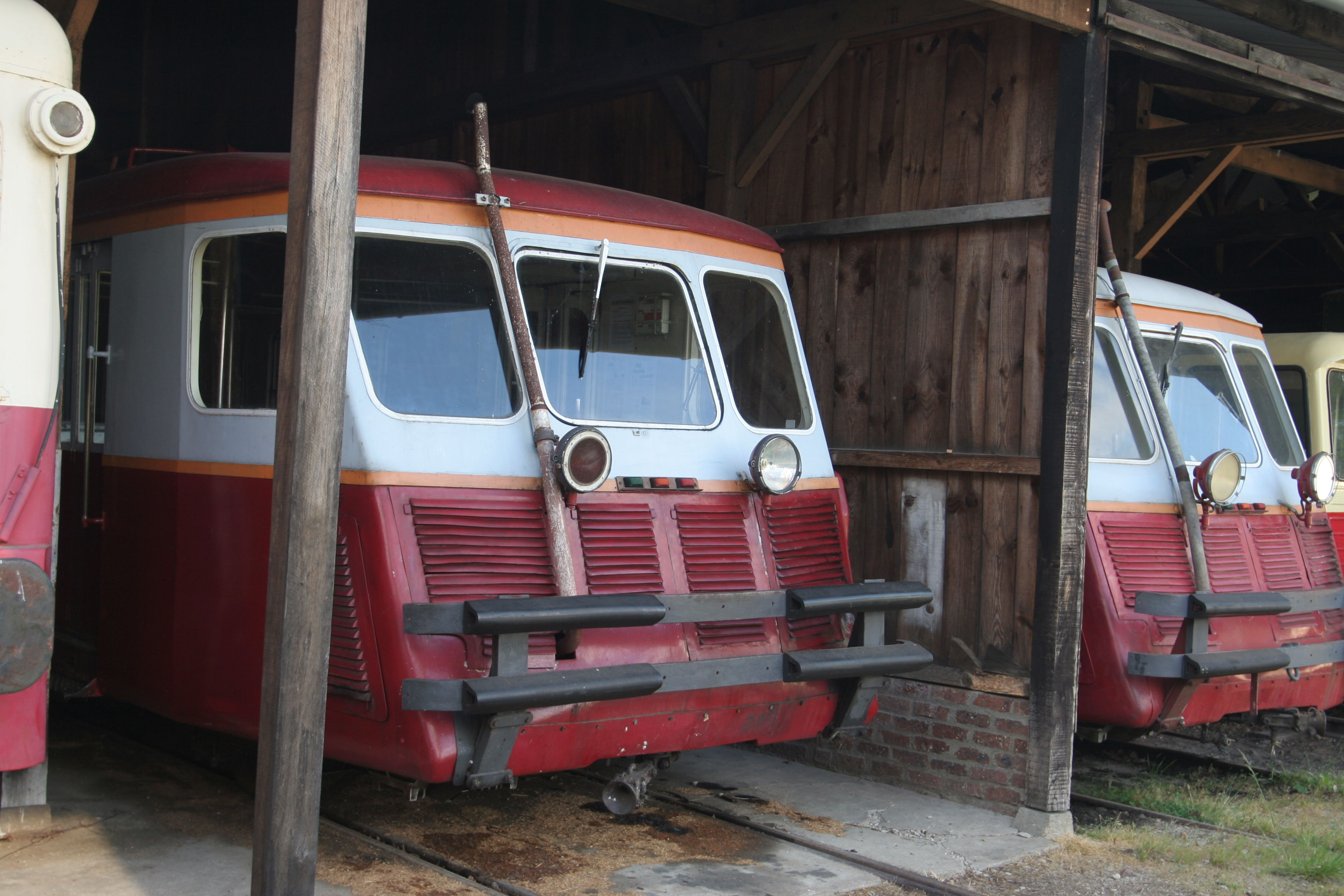
Autorail type A 75 D no 903 et 901.